# Clovis Ier
« Clovis » redirige ici. Pour les autres significations, voir Clovis (homonymie).
Clovis Ier, en latin Chlodovechus, né vers 466 et mort à Paris le 27 novembre 511, est roi des Francs saliens, puis roi de tous les Francs de 481 à 511.
Issu de la dynastie des Mérovingiens, il est le fils de Childéric Ier, roi des Francs saliens de Tournai (en actuelle Belgique), et de la reine Basine de Thuringe. Chef militaire, il accroît considérablement le territoire du petit royaume des Francs saliens, dont il hérite à la mort de son père, pour unifier une grande partie des royaumes francs, repousser Alamans et Burgondes et annexer les territoires des Wisigoths dans le Sud de la Gaule ainsi que le Royaume de Soissons contrôlé par Syagrius et qui correspond à une partie de la Lyonnaise romaine.
Le règne de Clovis est surtout connu par la description qu'en fit Grégoire de Tours, évêque gallo-romain dont l'Histoire des Francs est riche d'enseignements. La visée de ce livre, essentiellement édifiante, manque de précision et de cohérence historique. Les éléments de la vie de Clovis ne sont pas connus de manière certaine et leur « habillage » est le plus souvent suspect. Clovis est considéré dans l'historiographie comme l'un des personnages les plus importants de l'histoire de France, notamment à travers sa conversion au christianisme. 

## Sources
Le règne de Clovis est l'un des moins bien documentés de la dynastie mérovingienne ; les sources le concernant reposent sur de rares documents qui lui sont contemporains — une dizaine de lettres allusives, dont une lui est attribuée, et qui fait moins de quinze lignes — connues par des copies tardives, pas toujours très fiables, et sur des auteurs qui écrivent, près de trois générations après sa mort. Cette documentation lacunaire a permis « de largement spéculer sur la figure du fondateur de la dynastie mérovingienne » qui « réduit à sa seule consistance historique vérifiable […] serait demeuré dans la discrétion de l'histoire savante ».
L'essentiel des connaissances relatives à Clovis provient du récit rédigé à la fin du VIe siècle par l'évêque Grégoire de Tours, né longtemps (près de trente années) après la mort du roi franc. Ce récit occupe une courte partie — quinze courts chapitres — du livre II de la chronique universelle connue sous le titre d'Histoire des Francs. Grégoire entend faire de Clovis, premier roi franc baptisé, une figure fondatrice, qu'il dépeint à l'image d'un souverain de l'Ancien Testament, dans un récit qui est à ce titre sujet à caution. Sa narration des événements suit un découpage par tranches de cinq années, peut-être une réminiscence des quinquennalia ou des lustra romaines : accession au trône à 15 ans, guerre contre Syagrius à 20, baptême à 30, consulat à 40 et décès à 45. À partir du VIIIe siècle, les copistes tendent à escamoter le premier volume des Histoires, contribuant à faire de Clovis le roi des origines.
Trois sources antérieures à celle de Grégoire de Tours décrivent la situation politique du Nord de la Gaule à cette époque. Il s'agit de la Chronique d'Hydace, évêque de Chaves en Gallæcia, d'une chronique gallo-romaine du Ve siècle, la Chronica Gallica de 452 (continuée par la Chronica Gallica de 511) et de la Chronique de Marius, évêque d'Avenches. Un siècle après Grégoire, le chroniqueur appelé Frédégaire propose un portrait « beaucoup plus baroque » du souverain franc, oscillant entre traditions germaniques et romaines.

## Biographie

Coupole du baptistère des Ariens de Ravenne. Au centre de la coupole, le Christ se fait baptiser par Jean dans le Jourdain. Il est représenté à côté d'un génie des eaux pour montrer qu'il n'est pas totalement humain.

### Étymologie
La seule forme contemporaine écrite attestée de son nom est le latin Chlodovechus, rendant probablement son nom francique reconstitué en runes ᚺᛚᛟᛞᛟᚹᛁᚷ : *Hlodowig,, que l'on suppose prononcé [xlod(o)wɪk] ou [xlod(o)wɪç], signifiant « glorieux au combat », Chlodowig, étant composé des racines hlod (« renommée », « illustre », « gloire ») et wig (« bataille », « combat »), c'est-à-dire « illustre dans la bataille » ou « combat de gloire ».
Fréquemment utilisée par les Mérovingiens, la racine hlod est aussi à l'origine de noms tels que Clotaire (Lothaire) et Clodomir, Clodoald ou encore Clotilde. L'appellation du roi franc dérive ensuite de « Hlodovic » puis « Clodovic » qui, latinisé en Chlodovechus, donne Chlodweg, Hlodovicus, Lodoys, Ludovic, « Clovis » et « Clouis », dont est né en français moderne le prénom Louis, porté par dix-sept rois de France. Il donne aussi en allemand Ludwig.
Comme tous les Francs du début de l'ère chrétienne, Clovis parlait une ou des langue(s) germanique(s) du sous-groupe linguistique dit bas francique,.

### Contexte
Du déclin de l'Empire romain d'Occident et des « invasions barbares » résulte l'établissement durable de royaumes barbares dans l'Empire et notamment en Gaule. Les peuples fraîchement installés occupent des parties de territoire avec le statut de fédérés (fœdus) puis, avec la déliquescence du pouvoir romain en Occident se constituent bientôt en royaumes indépendants cherchant à s'étendre au détriment des territoires voisins. Quand Clovis apparaît dans l'histoire, les Francs occupent le nord de la Gaule à la suite d'une série d'incursions souvent brutales. Les Wisigoths — ennemis des Francs — dominent un vaste territoire au sud-ouest de la Gaule dont la frontière est marquée par la Loire, le Rhône et la Durance. Les Burgondes sont établis dans la Sapaudia à l'est de Lyon sur un espace qui s'étend de Langres à la Durance. Enfin, les Bretons, fuyant leur île, s'installent en Armorique vers le milieu du Ve siècle.
Les Francs constituent une ligue de peuples germaniques qui, bien qu'ayant établi un fœdus avec l'Empire, sont restés païens à la différence de peuples plus romanisés tels les Burgondes, les Ostrogoths, les Vandales ou les Wisigoths qui adoptent largement le christianisme arien de tendance homéenne de Wulfila. Malgré les tentatives d'harmonisation théologique et dogmatique afin de définir une orthodoxie, l'Empire est à cette époque traversé de débats christologiques qui opposent le christianisme nicéen au christianisme arien et perdurent tout au long du Ve siècle, et les dirigeants adhèrent tantôt à l'une ou à l'autre des professions de foi concurrentes même s'il faut noter qu'en Gaule, les rapports entre les différentes confessions chrétiennes sont souvent dépourvus d'hostilité.

### Enfance et formation
Clovis est le fils du mérovingien Childéric Ier, roi des Francs saliens de Tournai, et de la reine Basine de Thuringe, peut-être originaire de la Thuringe rhénane ou de la Bretagne insulaire. Il est né à une date inconnue de la seconde moitié du Ve siècle, certains auteurs avançant les alentours de l'année 466.
Grégoire de Tours fait apparaître Childéric Ier dans son récit en 457, lorsque celui-ci déshonore les femmes de ses sujets, provoque la colère de son peuple, qui le chasse. Il se réfugie alors en Thuringe pendant huit ans, probablement à partir de 451. Vivant auprès du roi Basin, il séduit la femme de son hôte, Basine. Puis il retourne dans sa province, les Francs saliens le réclament à nouveau sur le trône. Le roi épouse Basine qui, entre-temps, avait quitté son époux pour rejoindre le roi franc. De ce mariage naissent Clovis et trois filles :
- Alboflède ou Albofledis, baptisée en même temps que son frère, qui devient religieuse et meurt peu après[Note 4] ;
- Lantilde ou Landechildis, mentionnée brièvement par Grégoire de Tours ; elle aussi est baptisée en même temps que son frère[Note 5] ;
- Audoflède ou Audofledis, que Clovis marie en 492 à Théodoric le Grand, roi des Ostrogoths d'Italie[33].

Childéric, exerçant des fonctions administratives, doit résider dans une ou plusieurs cités de Belgique seconde et occuper le palais attribué aux gouverneurs romains. L’éducation de Clovis a dû se faire dans la partie de la résidence réservée aux femmes, le gynécée. Vers six ou sept ans, son père prend en charge son éducation, Clovis reçoit une instruction basée sur la guerre : des activités sportives, l’équitation et la chasse. Toutefois il ne lui est pas possible de combattre avant l'âge de quinze ans. Il parle le francique, et devant succéder à son père à la tête d’une province romaine, il apprend vraisemblablement le latin. Il n’est pas possible de prouver qu’il ait su lire et écrire. Il dut aussi se voir enseigner l’histoire de son peuple.

### Avènement
À la mort de son père, en 481 ou 482, Clovis hérite du royaume franc salien qui correspond à la Belgique seconde, province située entre la mer du Nord, l'Escaut et le Cambrésis, soit un territoire allant de Reims à Amiens et Boulogne, à l'exception de la région de Soissons, qui est contrôlée par Syagrius[réf. nécessaire].

Les Francs saliens (en jaune) et rhénans ou ripuaires (en orangé) dans la première moitié du Ve siècle.

Le titre de «roi » (en latin rex) n'est pas nouveau : il est notamment dévolu aux chefs de guerre des nations barbares au service de Rome. Ainsi, les Francs, anciens fidèles serviteurs de Rome, n'en demeurent pas moins des Germains, des barbares païens, bien éloignés par leur mode de vie des Gaulois romanisés par près de cinq siècles de domination et d'influence romaine[réf. nécessaire].
Clovis est alors âgé de quinze ans et rien ne prédispose ce petit chef barbare, un parmi tant d'autres, à supplanter ses rivaux. Les historiens ont longtemps débattu de la nature de la prise du pouvoir par Clovis. Au XVIIIe siècle, ils s'affrontent sur l'interprétation d'une lettre de l'évêque Remi de Reims. Montesquieu, dans l'Esprit des lois, penche pour une conquête du royaume par les armes, alors que l'abbé Dubos prône la dévolution, par l'Empire romain finissant, de la Belgique seconde à la famille mérovingienne. Aujourd'hui, cette dernière thèse l'emporte.
À la lumière des événements postérieurs, sa réussite militaire est due évidemment à ses qualités personnelles de chef (il est dit « astutissimus : « très rusé »), mais au moins autant à l'acquisition depuis longtemps par les siens de l'expérience romaine de la guerre — la discipline exigée de ses soldats lors de l'épisode de Soissons en témoigne, tout comme la tombe de son père Childéric — ainsi qu'à sa conversion au christianisme qui renforce son alliance avec les élites gallo-romaines.
Ainsi, le règne de Clovis s'inscrit-il plutôt dans la continuité de l'Antiquité tardive que dans le Haut Moyen Âge pour de nombreux historiens. Il contribue à forger le caractère original de cette dernière période en donnant naissance à une première dynastie de rois chrétiens et, en raison de son acceptation par les élites gallo-romaines, en créant un pouvoir original en Gaule[réf. nécessaire].

### Extension du royaume vers l'est et le centre
Toute sa vie, Clovis s'efforce d'agrandir le territoire de son royaume, avant que ses enfants ne se le partagent. Peu à peu, il conquiert toute la moitié septentrionale de la France actuelle : il s'allie d'abord aux Francs rhénans, puis aux Francs de Cambrai dont le roi Ragnacaire est probablement un de ses parents.

#### Politique d'expansion territoriale
Pour assurer l'expansion et la pérennité de son domaine, et afin de s'assurer que seuls ses fils hériteront de son royaume, Clovis élimine progressivement tous les obstacles : il fait assassiner tous les chefs saliens et rhénans voisins mais aussi certains de ses anciens compagnons et même certains membres de sa famille, y compris éloignés. En 490, quelques années après son alliance avec les Francs rhénans, il entame une série d'offensives contre la Germanie rhénane et transrhénane[réf. nécessaire].
Il se lance dans une grande série d'alliances et de conquêtes militaires, à la tête de quelques milliers d'hommes au départ. Davantage que les armes, certes efficaces, des Francs, c'est semble-t-il le savoir-faire acquis au service de l'Empire romain et contre les autres barbares qui rend possibles les succès militaires des guerriers de Clovis[réf. nécessaire].
À travers lui, ce n'est pourtant pas un peuple germanique qui s'impose aux Gallo-romains, c'est la fusion d'éléments germains et latins qui se poursuit. Ainsi, alors que Chlodowig (Clovis) porte un nom barbare et que Syagrius est pourtant qualifié de «Romain» par les sources, ce dernier ne bénéficie visiblement pas de l'appui de son peuple. Le roi «barbare » ostrogoth Théodoric le Grand, dans sa prestigieuse cour de Ravenne, perpétue par ailleurs tous les caractères de la civilisation romaine tardive et, tout en restant un Ostrogoth confessant le christianisme homéen — élément identitaire du peuple gothique —, compose avec ses sujets italiens attachés au catholicisme nicéen.
Malgré de durs combats, Clovis s'impose assez rapidement parce qu'il paraît déjà passablement romanisé et, en définitive, un moins mauvais maître que la plupart des prétendants : « au moins est-il chrétien », auraient dit les Gallo-romains. Il aurait d'ailleurs eu un conseiller gallo-romain, Aurelianus. À l'inverse, les Wisigoths, chrétiens ariens, tiennent l'Aquitaine d'une main de fer et ne font aucun effort pour tenter un rapprochement avec les Gallo-romains chrétiens nicéens, qu'ils dominent.

#### Alliance avec les Francs rhénans
Avant 486, Clovis choisit de renforcer ses positions en contractant un mariage avec une princesse de la monarchie franque rhénane, dont naît un fils, Thierry.
Cette union a souvent été interprétée comme une alliance tactique avec ses voisins orientaux, lui permettant de tourner ses ambitions vers le sud. Cette union avec une épouse dite de « second rang », est vue comme un « gage de paix » (Friedelehe) qu'elle assure entre Francs rhénans et saliens. Elle a souvent été interprétée à tort comme un concubinage par les historiens romains chrétiens qui ne connaissaient pas les mœurs des structures familiales polygames germaniques, sans mariage public. Les mariages officiels (de premier rang) permettaient à l'épouse de jouir du «don du matin» (la Morgengabe), qui était constitué de biens mobiliers donnés par le mari, ainsi que de commander à ses descendants légitimes.
Le royaume des Francs rhénans s'étend dangereusement en Belgique seconde. L'alliance avec Clovis leur assure la possession des cités de Metz, Toul, Trèves et Verdun que les Alamans menacent. Refusant de se laisser attaquer sur deux fronts, la stratégie impose à Clovis d'attaquer les Thuringiens rhénans, que l'expansion de leur royaume basé sur l'Elbe et la Saale fait déborder sur la rive droite du Rhin inférieur, absorbant Ratisbonne par la même occasion et faisant avancer les Alamans en direction des Francs.

#### Conquête du royaume de Syagrius
À partir de 486, Clovis mène l'offensive vers le sud. Il emporte les villes de Senlis, Beauvais, Soissons et Paris dont il pille les alentours. Et il livre la bataille de Soissons contre Syagrius, longtemps considéré comme l'ultime représentant d'une légitimité romaine déliquescente depuis 476. Celui-ci, fils du magister militum per Galliam Ægidius, gouverne en tant que dux. Les rois des Francs, des Burgondes et des Wisigoths font référence à lui comme "roi des Romains". En 471, il est probable que l'empereur Anthémius (467-472) lui confère le titre de patrice. À partir de 476, il contrôle de façon indépendante une enclave gallo-romaine située entre Meuse et Loire, en tant que dernier représentant du pouvoir gallo-romain en Gaule du Nord. La victoire de Soissons en 486 permet à Clovis de contrôler tout le nord de la Gaule. Syagrius se réfugie chez les Wisigoths, qui le livrent à Clovis l'année suivante. Le chef gallo-romain aurait été égorgé en secret.

##### Épisode du vase de Soissons

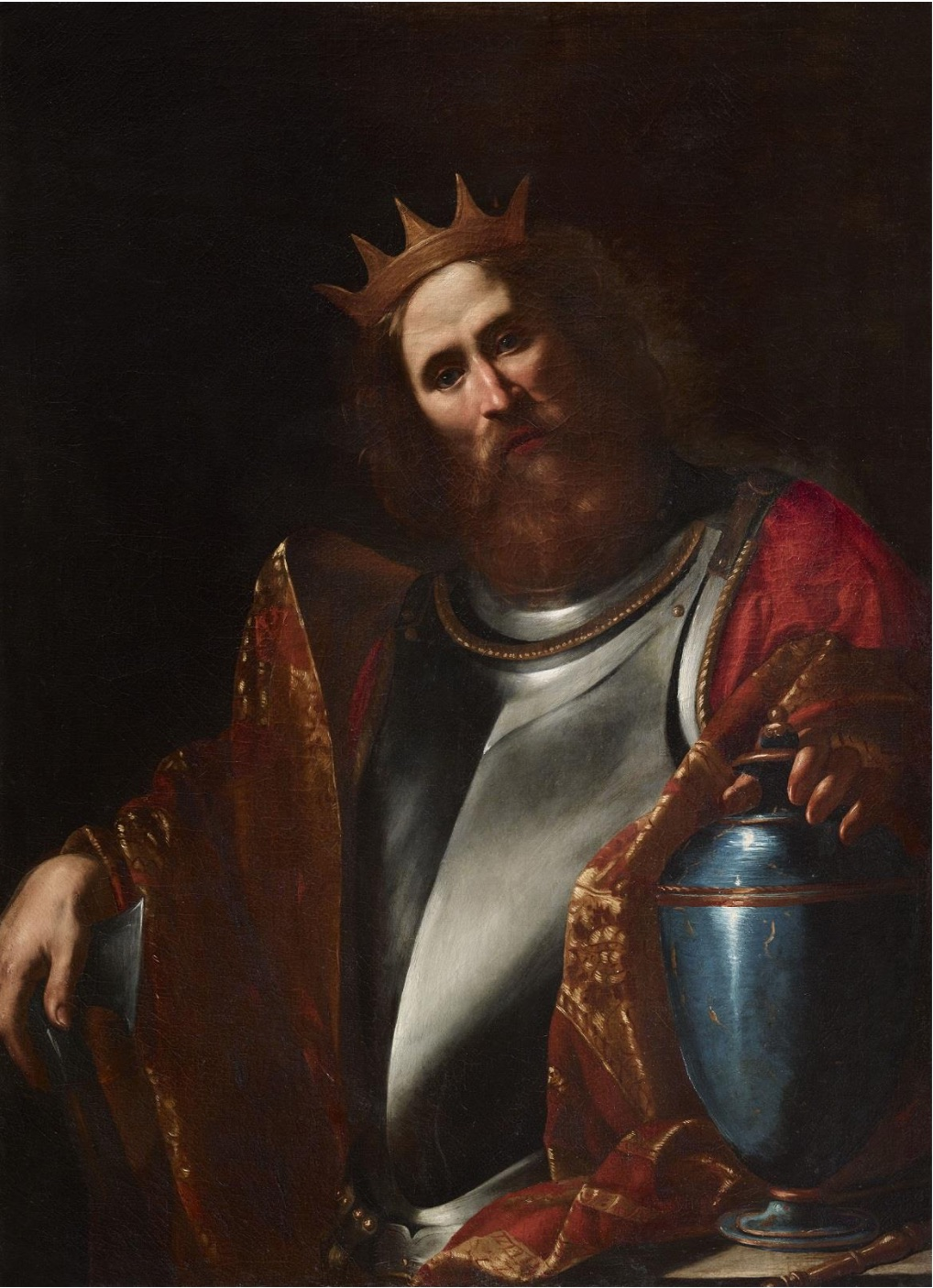
Orazio Riminaldi, Clovis, vers 1625.

C'est après cette bataille qu'a lieu l'épisode du vase de Soissons, — selon Grégoire de Tours —. Contre la loi militaire du partage, le roi demande à soustraire du butin un vase liturgique précieux pour le rendre, à la demande de Remi, évêque de Reims, à l'église de sa ville. Après avoir réuni le butin, Clovis demande à ses guerriers d'ajouter le vase à sa part du butin. Un guerrier s'y oppose en frappant le vase de sa hache. Clovis ne laisse transparaître aucune émotion et rend l'urne à l'envoyé de Remi. Pour Patrick Périn, « le vase de Soissons ne fut pas cassé car, comme le précise Grégoire de Tours, il fut rendu à celui qui le réclamait en l’occurrence l'envoyé de l'évêque. Sûrement en métal précieux comme tout vase liturgique, il fut tout au plus légèrement endommagé ».
L'épilogue se produit le 1er mars 487. Clovis ordonne à son armée de se réunir au Champ-de-Mars pour, selon la pratique romaine, l'inspection des troupes et l'examen de l'état et de la propreté des armes. Inspectant ses soldats, il s'approche du guerrier qui, l'année précédente, avait frappé le vase destiné à Remi et, sous prétexte que ses armes sont mal entretenues, jette la hache du soldat à terre. Au moment où celui-ci se baisse pour la ramasser, Clovis abat sa propre hache sur la tête du malheureux, le tuant net. Sur ordre de Clovis, l'armée se retire en silence, laissant le corps exposé au public.
Le testament de Remi fait mention d'un vase d'argent que lui aurait donné Clovis, qu'il aurait fondu pour fabriquer un encensoir et un calice.

#### Alliance avec les Ostrogoths et les Burgondes
Au début des années 490, Clovis s’allie avec le puissant Théodoric, roi des Ostrogoths, qui non seulement devient maître de l'Italie mais soigne son image de représentant légitime des empereurs installés à Constantinople, Zénon puis Anastase Ier. Théodoric épouse en 492 la sœur de Clovis, Audoflède. Et vers 493, Clovis abandonne sa première épouse rhénane pour épouser Clotilde, nièce de Gondebaud, roi des Burgondes. Fort de ces alliances au Sud, Clovis a les mains plus libres.

#### Soumission de la Thuringe
En 491, Clovis déclare la guerre aux Thuringiens. Une hypothèse veut que leur royaume s'apparente en fait à celui du roi des Francs saliens Cararic, qui aurait eu pour capitale la cité de Tongres et dont le contour est mal défini mais s'étend probablement dans la région de Trèves ou sur les bouches du Rhin. Cararic s'étant joint à Clovis dans la guerre contre Syagrius, celui-ci est donc son allié. Il aurait attendu le dénouement de la bataille pour intervenir auprès du vainqueur, comportement que désapprouve Clovis, qui le soumet et le fait tondre avec son fils pour les faire entrer dans les ordres, respectivement en tant que prêtre et diacre. Après avoir eu connaissance de menaces de mort le concernant, Clovis les fait finalement assassiner et s'empare du royaume.
Une seconde hypothèse veut que cette guerre soit simplement la réponse à la menace qu'exercent les Thuringiens contre les royaumes francs. Avant 475, le roi des Wisigoths Euric s'est allié à ce peuple, juste après avoir défait les Francs saliens, dont les pirates attaquent la côte occidentale de la Gaule.
Basine, la mère de Clovis, étant thuringienne, une explication à cette expédition guerrière accrédite l'idée que Clovis tente de récupérer le territoire dont sa mère était originaire. Cette expédition n'entame pas pour autant la souveraineté de la Thuringe. Il faut attendre le règne de ses fils, Thierry Ier et Clotaire Ier, pour qu'elle soit intégralement soumise, rattachée en partie au royaume des Francs et en partie aux territoires saxons.

#### Fin de la menace alamane
Les Alamans, fixés de part et d'autre du cours supérieur du Rhin, se montrent menaçants notamment envers les villes de Trêves et de Cologne. Clovis se porte au secours du roi franc Sigebert le Boiteux et fait d’une pierre deux coups. En 496, à l'issue de la grande bataille de Tolbiac, il met un terme pour plusieurs années à la menace alamane (définitivement écartée vers 505) ; d'autre part, il gagne la fidélité de ces Francs longtemps appelés rhénans[réf. nécessaire].

### Extension du royaume vers le sud
Trois puissances exercent leur domination au sud du royaume de Clovis, les Wisigoths au sud-ouest, les Burgondes au sud-est et plus loin, en Italie, les Ostrogoths. Clovis noue des alliances successives pour continuer l'expansion de son royaume sans avoir à affronter une coalition hostile[réf. nécessaire].

#### Renversements d'alliances entre Burgondes et Wisigoths
Pendant les années 490, les Francs de Clovis mènent au moins deux expéditions militaires vers le royaume wisigoth de Toulouse (en 496 et 498). Le général wisigoth Suatrius ne peut empêcher les Francs de s'emparer de la cité de Burdigala dont il est peut-être le gouverneur. Il est capturé par les Francs et sort de l'histoire à ce moment.
En 492, Théodoric, roi d'Italie, épouse Audofleda, sœur de Clovis Ier, dont il essaie de contenir l'ambition croissante. L'année suivante, il s'accorde avec Clovis pour que celui-ci ne poursuive pas les Alamans au-delà du Danube. Théodoric protège d'ailleurs les rescapés en les installant dans la première Rhétie. Il en retire l'avantage de repeupler une contrée et d'acquérir des vassaux[réf. nécessaire].
En 499, Clovis s'allie au roi burgonde de Genève, Godégisile, qui veut s'emparer des territoires de son frère Gondebaud. Afin de sécuriser ses territoires à l'ouest, en 500, Clovis signe un pacte d'alliance avec les Armoricains (peuplades gauloises de la péninsule bretonne et du rivage de la Manche) et les Bretons.
Après la bataille de Dijon et sa victoire sur les Burgondes de Gondebaud, Clovis contraint ce dernier à abandonner son royaume et à se réfugier à Avignon. Le roi wisigoth Alaric II se porte au secours de Gondebaud et persuade ainsi Clovis d'abandonner Godégisèle. Clovis et Gondebaud se réconcilient et signent un pacte d'alliance pour lutter contre les Wisigoths.
Pour manifester l'équilibre de ses alliances, en 502, son fils Thierry épouse en secondes noces Suavegothe, fille de Sigismond, roi des Burgondes (dont il a une fille, Théodechilde) et petite-fille de Gondebaud.

#### Bataille de Vouillé

Les campagnes franques en Aquitaine entre 507 et 509.

Avec l'appui de l'empereur romain d'Orient Anastase, très inquiet des visées expansionnistes des Goths chrétiens ariens, Clovis s'attaque alors aux Wisigoths qui dominent la majeure partie de la péninsule Ibérique et le sud-ouest de la Gaule (la Septimanie ou « marquisat de Gothie »), jusqu'à la Loire au nord et jusqu'aux Cévennes à l'est[réf. nécessaire].
Au printemps 507, les Francs lancent leur offensive vers le sud, franchissant la Loire vers Tours, pendant que les alliés burgondes attaquent à l'est. Les Francs affrontent l'armée du roi Alaric II dans une plaine proche de Poitiers. La bataille dite de « Vouillé » (près de Poitiers), est terrible selon l'historiographie, et les Wisigoths se replient après la mort de leur roi, Alaric II, tué par Clovis lui-même en combat singulier.
Cette victoire permet au royaume de Clovis de s'étendre en Aquitaine et d'annexer tous les territoires auparavant wisigoths entre Loire, océan et Pyrénées à l'exception des confins pyrénéens tenus par les Basques et les Gascons farouchement attachés à leur indépendance. Les Wisigoths n'ont d'autre solution que de se replier en Hispanie, au-delà des Pyrénées tout en gardant le contrôle de la Narbonnaise première, l'actuel Languedoc. Les Burgondes, quant à eux, font main basse sur la Provence (l'ancienne province romaine de Narbonnaise seconde) et de la partie méridionale de la Provence. Les Ostrogoths de Théodoric tentent d'intervenir en faveur des Wisigoths. Ils reprennent la Provence et quelques petits territoires après la levée à l'automne 508 du siège d'Arles. L'empire d'Orient menace leurs côtes et Clovis garde l'essentiel des anciens territoires wisigoths[réf. nécessaire].

#### Reconnaissance par les Romains

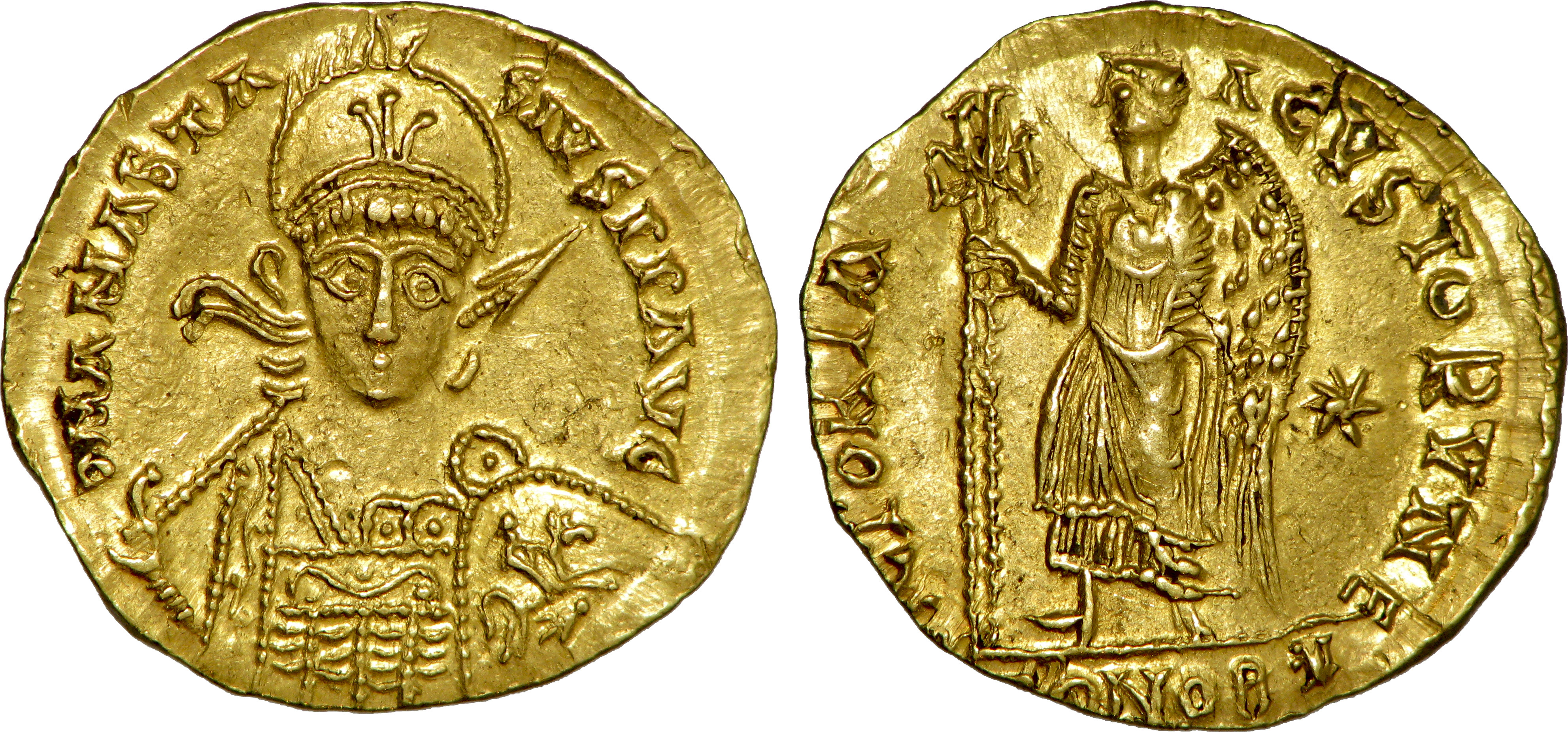
Solidus à la Victoire. Monnayage au nom et au type d'Anastase sous Clovis Ier.

En 508, après sa victoire contre les Wisigoths, Clovis reçoit de l'empereur d'Orient Anastase Ier le consulat honoraire avec les ornements consulaires, ce qui lui permet de célébrer à Tours un triomphe à la mode antique. Cela marque la continuation des bonnes relations avec l'Empire romain dont Constantinople est la seule capitale, Odoacre, soutenu par le Sénat, ayant renvoyé les insignes impériaux d'Occident après la déposition de Romulus Augustule en 476.

### Conversion au christianisme
Cet événement est mal connu et la date de la cérémonie est elle-même discutée. Peu de documents évoquent en effet le baptême de Clovis : une lettre de l'évêque Avit de Vienne adressée au souverain franc, contemporaine de la cérémonie à laquelle il n'a toutefois pas assisté et dont il n'a vraisemblablement pas eu de compte-rendu ni oral ni écrit, la missive décrivant ainsi un « baptême idéal » ; une autre lettre, écrite dans le milieu des années 560 par l'évêque Nizier de Trèves et adressée à la petite-fille de Clovis, Clodoswinthe, dans le but qu'elle convertisse son époux lombard Alboin, dont le court passage sur le baptême de son grand-père semble attester qu'il n'existait alors toujours aucune relation écrite de l'évènement ; enfin, le récit de Grégoire de Tours décrit l'évènement trois quarts de siècle plus tard dans ses Dix livres d’histoire et apporte quelques éléments nouveaux comme le baptême de trois mille guerriers de l'armée du souverain franc, dans un récit qui compare symboliquement Clovis à l'empereur Constantin et donne une place centrale à Remi de Reims. Bruno Dumézil offre une étude précise de cette documentation.

#### Importance de son second mariage
L'évêque de Reims, le futur saint Remi, cherchant alors probablement la protection d'une autorité forte pour son peuple, écrit à Clovis dès son avènement en 482. Les contacts sont nombreux entre le roi et l'évêque, ce dernier incitant d'abord Clovis à protéger les chrétiens présents dans son territoire. Grâce à son charisme et peut-être en raison de l'autorité dont lui-même jouit, Remi sait se faire respecter de Clovis et lui sert même de conseiller.

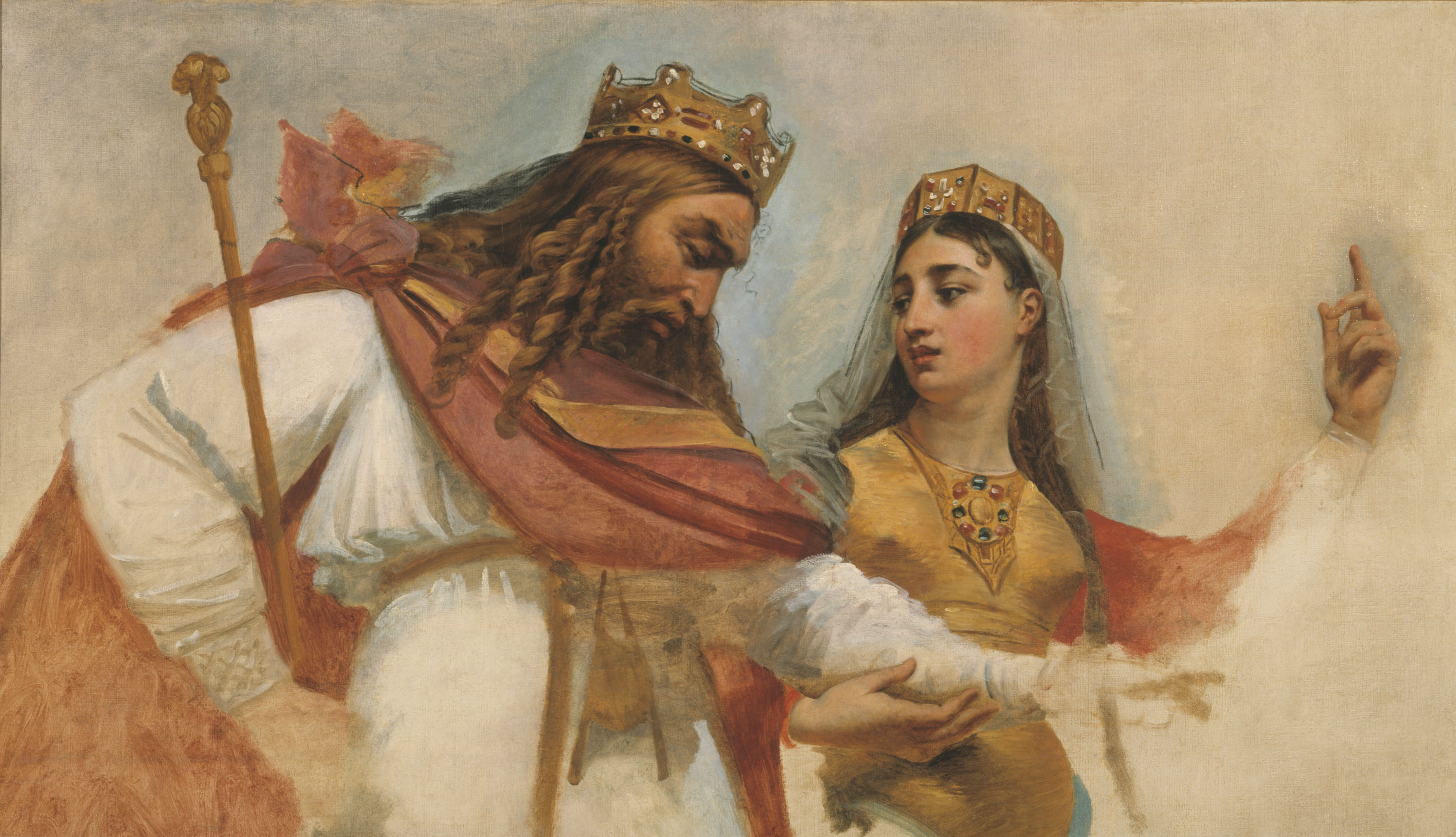
Clovis et Clotilde, vue d'artiste d'Antoine-Jean Gros, Paris, Petit Palais, 1811.

À la suite d'ambassades répétées auprès du roi Gondebaud, Clovis choisit de prendre pour épouse Clotilde, une princesse chrétienne de haut lignage, fille du roi des Burgondes Chilpéric II et de la reine Carétène (ce peuple voisin des Francs était établi dans les actuels Dauphiné et Savoie).
Le mariage qui a lieu à Soissons en 492 ou en 493 concrétise le pacte de non-agression avec les rois burgondes. En choisissant une descendante du roi Athanaric de la dynastie des Balthes, Clovis se marie avec une épouse de premier rang qui lui assure un mariage hypergamique, lui permettant de hisser les Francs au rang de grande puissance.
Dès lors, selon Grégoire de Tours, Clotilde fait tout pour convaincre son époux de se convertir au christianisme. Clovis est réticent : il doute de l'existence d'un dieu unique ; la mort en bas âge de son premier fils baptisé, Ingomer, ne fait d'ailleurs qu'accentuer cette méfiance. D'autre part, en acceptant de se convertir, il craint de perdre le soutien de son peuple, encore païen. Comme la plupart des Germains, ceux-ci considèrent que le roi, chef de guerre, ne vaut que par la faveur que les dieux lui accordent au combat. S'ils se convertissent, les Germains deviennent plutôt ariens, le rejet du dogme de la double nature, divine et humaine, du Christ favorisant en quelque sorte le maintien du roi élu de Dieu et chef de l'Église.
Clovis a plus que tout besoin du soutien du clergé gallo-romain, car ce dernier représente la population, notamment en Aquitaine wisigothique. Les évêques, à qui échoit le premier rôle dans les cités depuis que se sont effacées les autorités civiles, demeurent les maîtres des cadres du pouvoir antique en Gaule, c'est-à-dire également des secteurs où se concentrait encore la richesse. Même l'Église a du mal à maintenir sa cohérence : évêques exilés ou non remplacés en territoires wisigoths, successions pontificales difficiles à Rome, mésentente entre pro-wisigoths ariens et pro-francs (Remi de Reims, Geneviève de Paris…)[réf. nécessaire].

#### Bataille de Tolbiac et conversion

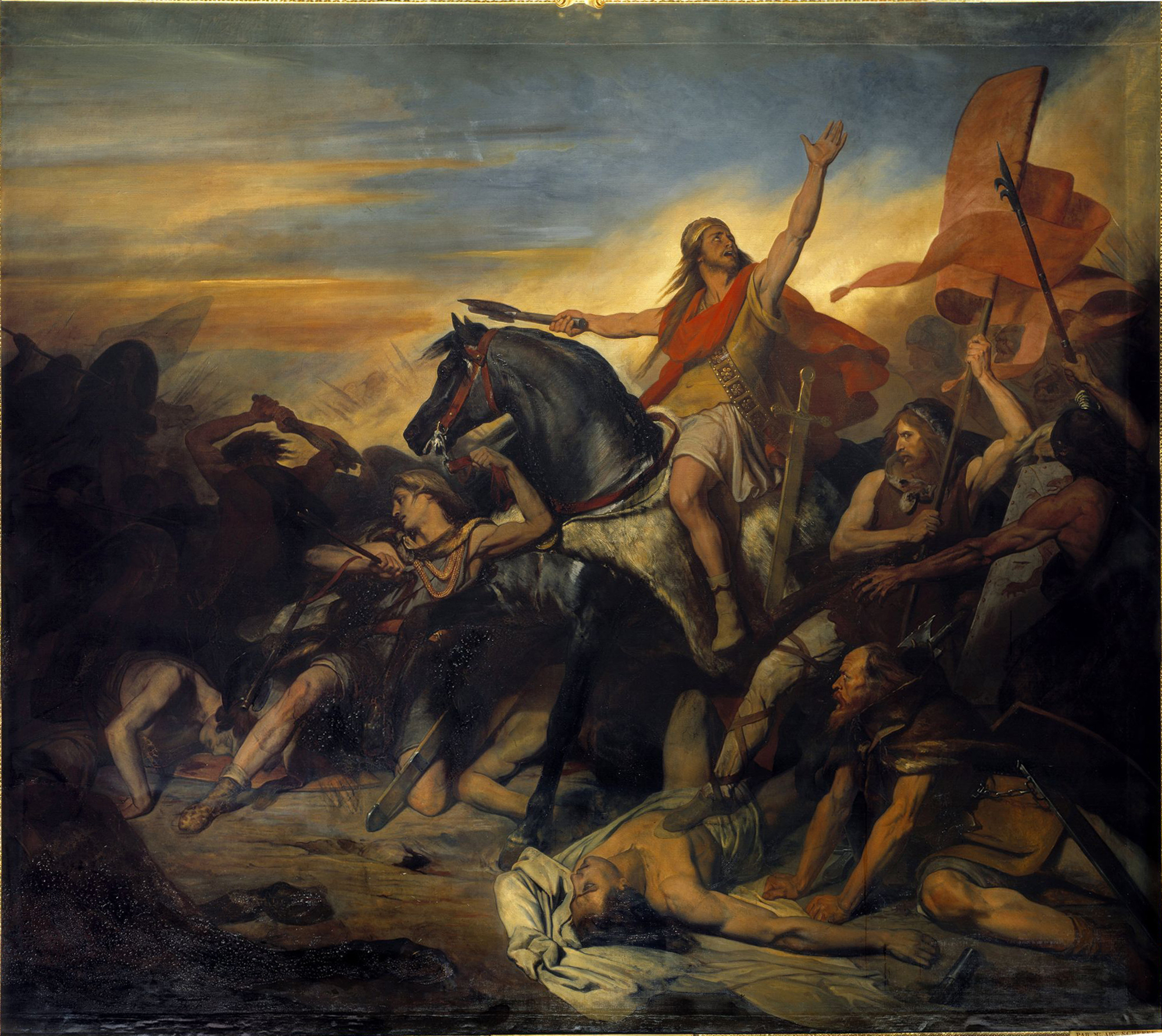
Bataille de Tolbiac en 496, par Ary Scheffer. Versailles, musée national du Château et des Trianons.

C'est en « la quinzième année de son règne », c'est-à-dire en 496, qu'a lieu la bataille de Tolbiac (Zülpich près de Cologne) contre les Alamans, Clovis portant secours aux Francs rhénans,. D'après Grégoire de Tours, ne sachant plus à quel dieu païen se vouer et son armée étant sur le point d'être vaincue, Clovis prie alors le Christ et lui promet de se convertir si « Jésus que sa femme Clotilde proclame fils de Dieu vivant » lui accordait la victoire. Il s'agit de la même promesse que fit l'empereur romain Constantin en 312 lors de la bataille du pont Milvius. Grégoire de Tours reprend le modèle constantinien (conversion après une bataille, rôle important d'une femme, Hélène et Clotilde) pour répéter ce qu'il y a eu de plus glorieux et légitimer la royauté franque.

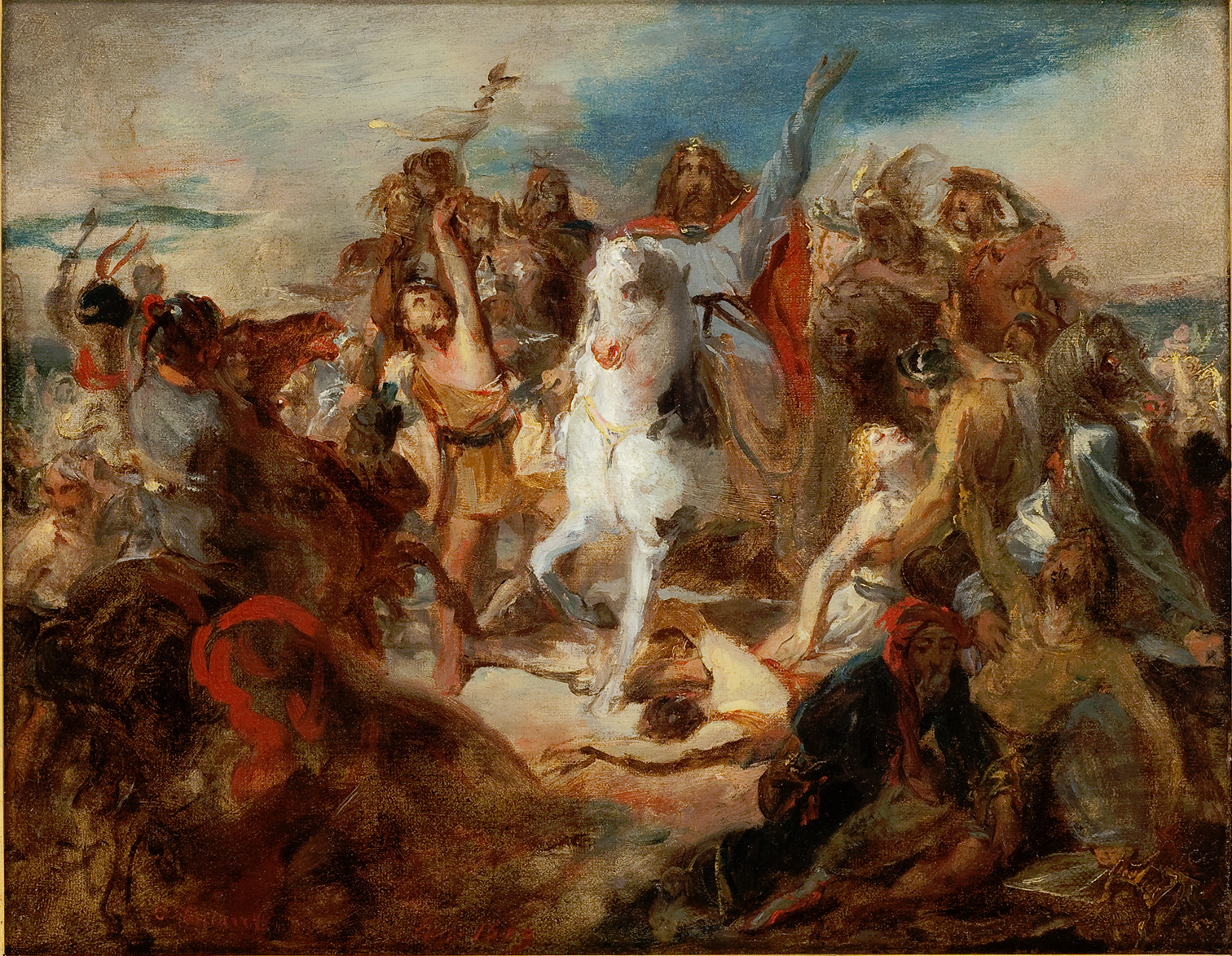
Clovis à la bataille de Tolbiac, par Octave Tassaert, ca. 1836. Montpellier, musée Fabre.

Au cœur de la bataille, alors que Clovis est encerclé et va être pris, le chef alaman est tué soit d'une flèche, soit d'un coup de hache, mettant son armée en déroute. La victoire est à Clovis et au Dieu des chrétiens. Une hypothèse veut que la bataille ait eu lieu en 506 à cause d'une lettre de Théodoric envoyée à Clovis fin 506 ou début 507 où il est mentionné la victoire de Clovis contre les Alamans (alors sous la protection de Théodoric), la mort de leur roi et leur fuite en Rhétie. Il est aussi possible qu'il y ait eu deux batailles contre les Alamans, l'une en 496 et l'autre en 506, où, à chaque fois, leurs rois périssent au combat. Cette victoire permet au royaume de Clovis de s'étendre jusqu'à la Haute-Rhénanie.
Selon d'autres sources, Tolbiac n'aurait été qu'une étape et l'illumination finale de Clovis aurait en fait eu lieu lors de la visite au tombeau de Martin de Tours.
Selon Patrick Périn, médiéviste, spécialiste du Premier Moyen Âge et directeur du musée d'Archéologie nationale, Clovis n’aurait pas fait le vœu de se convertir au christianisme lors de la fameuse bataille de Tolbiac mais lors d'une bataille inconnue. En effet, la bataille de Tolbiac serait mentionnée par erreur dans les écrits de Grégoire de Tours. Si ce dernier évoque bien Tolbiac, ce serait à propos de la bataille de Vouillé où était présent Clodoric, fils de Sigebert le Boiteux de Cologne, ainsi nommé car il avait été blessé lors d'une bataille contre les Alamans, à Tolbiac. Ce seraient des historiens du XIXe siècle qui auraient associé Tolbiac à la conversion du roi des Francs,.

#### Catéchuménat

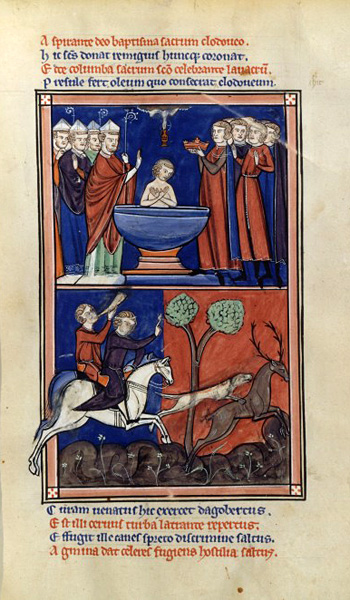
Le baptême de Clovis, miniature de La Vie de saint Denis, v. 1250.

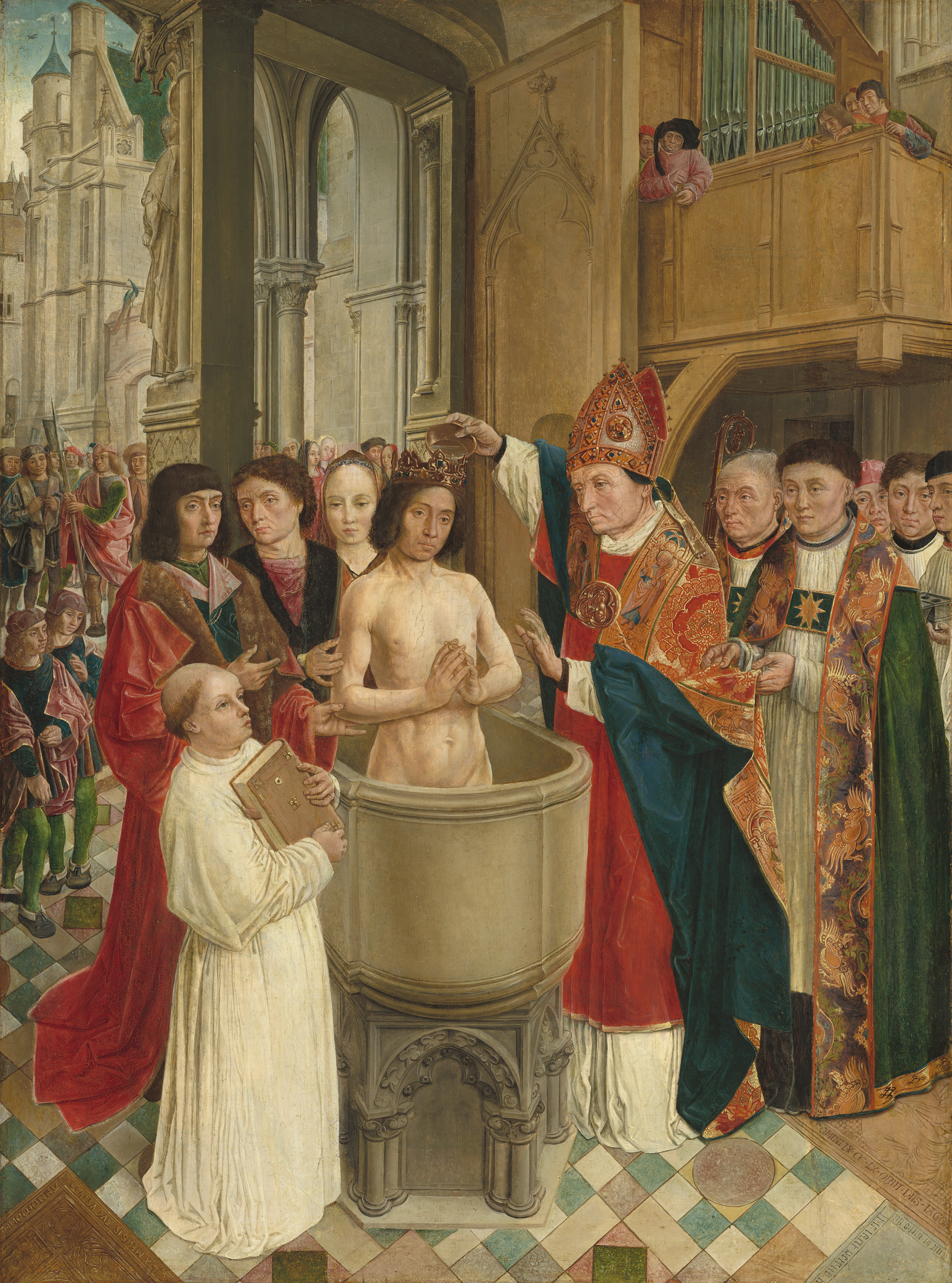
Représentation anachronique du baptême de Clovis, avec aspersion dans une cuve baptismale. Or le baptême par immersion dans une piscine de baptistère est resté en usage jusqu'à l'époque carolingienne. Toile du maître de Saint Gilles, XVe siècle.

L'évêque Remi enseigne à Clovis le catéchisme durant la phase des auditeurs (audientes) suivant les préceptes des conciles de Nicée (325), de Constantinople (381) et de Chalcédoine (25 octobre 451). Cet enseignement se fonde sur l'histoire du Salut, et sur le Credo tel que le concile de Nicée l'a promulgué. Le doute plane concernant la Passion : Clovis ne croit pas qu'un vrai dieu puisse se laisser crucifier et le pense impuissant. En outre, sa sœur Lantechilde le pousse à embrasser l'arianisme plutôt que l'orthodoxie conciliaire.
Toujours est-il que lors de Noël d'une année comprise entre 496 et 511, peut-être en 499 ou en 508 selon les auteurs, Clovis passe à la phase des demandeurs (competentes) et reçoit alors le baptême avec 3 000 guerriers (les antrustions), — les baptêmes collectifs étant alors une pratique courante — des mains de Remi, l'évêque de Reims, le 25 décembre. Ce chiffre est sujet à caution. Grégoire de Tours indique aussi que les deux sœurs de Clovis, Alboflède et Lanthechilde, sont également baptisées. Ce baptême est demeuré un évènement significatif dans l'histoire de France : à partir d'Henri Ier tous les rois de France, sauf Louis VI, Henri IV et Louis XVIII, sont par la suite sacrés dans la cathédrale de Reims jusqu'au roi Charles X, en 1825.
Le baptême de Clovis accroît sans doute sa légitimité parmi la population gallo-romaine, tout en représentant un pari dangereux. Selon l'historien Léon Fleuriot, Clovis fit un pacte avec les Bretons et les Armoricains de l'ouest qu'il ne pouvait battre, tandis que menaçaient les Wisigoths. Le baptême était une condition de ce traité car les Bretons étaient déjà christianisés. Ce traité fut conclu par l'entremise de Melaine de Rennes et Paterne de Vannes. Les Bretons reconnurent l'autorité de Clovis sans payer de tribut.
Ainsi, le baptême de Clovis marque le début du lien entre le clergé et la monarchie franque. Pour les monarchistes français, cette continuité se fait française et dure jusqu'au début du XIXe siècle. Dorénavant, le souverain doit régner au nom de Dieu. Ce baptême permet également à Clovis d'asseoir durablement son autorité sur les populations, essentiellement gallo-romaines et chrétiennes, qu'il gouverne : avec ce baptême, il peut compter sur l'appui du clergé, et vice-versa. Enfin depuis ce baptême, l'historiographie nationaliste française du XIXe siècle attribue aux rois de France le titre de « fils aîné de l'Église » catholique.
Grégoire de Tours indique :
« La reine fait alors venir en secret Remi, évêque de la ville de Reims, en le priant d’insinuer chez le roi la parole du salut. L’évêque l’ayant fait venir en secret commença à lui insinuer qu’il devait croire au vrai Dieu, créateur du ciel et de la terre, et abandonner les idoles qui ne peuvent lui être utiles, ni à lui, ni aux autres. Mais ce dernier lui répliquait : « Je t’ai écouté très volontiers, très saint Père, toutefois il reste une chose ; c’est que le peuple qui est sous mes ordres, ne veut pas délaisser ses dieux ; mais je vais l’entretenir conformément à ta parole. »
Il se rendit donc au milieu des siens et avant même qu’il eût pris la parole, la puissance de Dieu l’ayant devancé, tout le peuple s’écria en même temps : « Les dieux mortels, nous les rejetons, pieux roi, et c’est le Dieu immortel que prêche Remi que nous sommes prêts à suivre ». Cette nouvelle est portée au prélat qui, rempli d’une grande joie, fit préparer la piscine. […] Ce fut le roi qui le premier demanda à être baptisé par le pontife. Il s’avance, nouveau Constantin, vers la piscine pour se guérir de la maladie d’une vieille lèpre et pour effacer avec une eau fraîche de sales taches faites anciennement[réf. nécessaire].

Lorsqu’il fut entré pour le baptême, le saint de Dieu l’interpella d’une voix éloquente en ces termes : « Sois humble, enlève tes colliers, Sicambre ; adore ce que tu as brûlé, brûle ce que tu as adoré ». Remi était un évêque d’une science remarquable et qui s’était tout d’abord imprégné de l’étude de la rhétorique. Il existe de nos jours un livre de sa vie qui raconte qu'il était tellement distingué par sa sainteté qu’il égalait Silvestre par ses miracles, et qu’il a ressuscité un mort. Ainsi donc le roi, ayant confessé le Dieu tout puissant dans sa Trinité, fut baptisé au nom du Père, du Fils et du Saint Esprit et oint du saint chrême avec le signe de la croix du Christ. Plus de trois mille hommes de son armée furent également baptisés. […] »
— Grégoire de Tours, Histoire des Francs, livre II, chapitre XXXI.

### Renforcement du pouvoir

#### Élimination des rivaux
Pendant les deux années qui précèdent sa mort, Clovis s'empare du royaume franc de Sigebert le Boiteux après l'avoir fait assassiner par l'intermédiaire de son propre fils Clodéric, lequel périt à son tour après une manœuvre de Clovis, qui étend ainsi son autorité au-delà du Rhin. Clovis exécute ses cousins les rois Cararic et Ragnacaire, avec son frère Riquier, ainsi que Rignomer, dans la cité du Mans, un autre de ses frères, pour s'emparer de leurs royaumes et éviter que son royaume unifié ne soit partagé entre eux selon la coutume de la tanistrie.
Clovis est désormais le maître d'un vaste royaume, correspondant à une portion occidentale de l'ancien Empire romain, allant de la moyenne vallée du Rhin (l'embouchure du Rhin est toujours aux mains des tribus frisonnes) jusqu'aux Pyrénées, tenues par les Basques. Le royaume de Clovis ne comprend pas l'île de Bretagne (actuelle Grande-Bretagne), ni les régions méditerranéennes, ni les vallées du Rhône et de la Saône[réf. nécessaire].

#### Paris, nouvelle capitale du royaume unifié

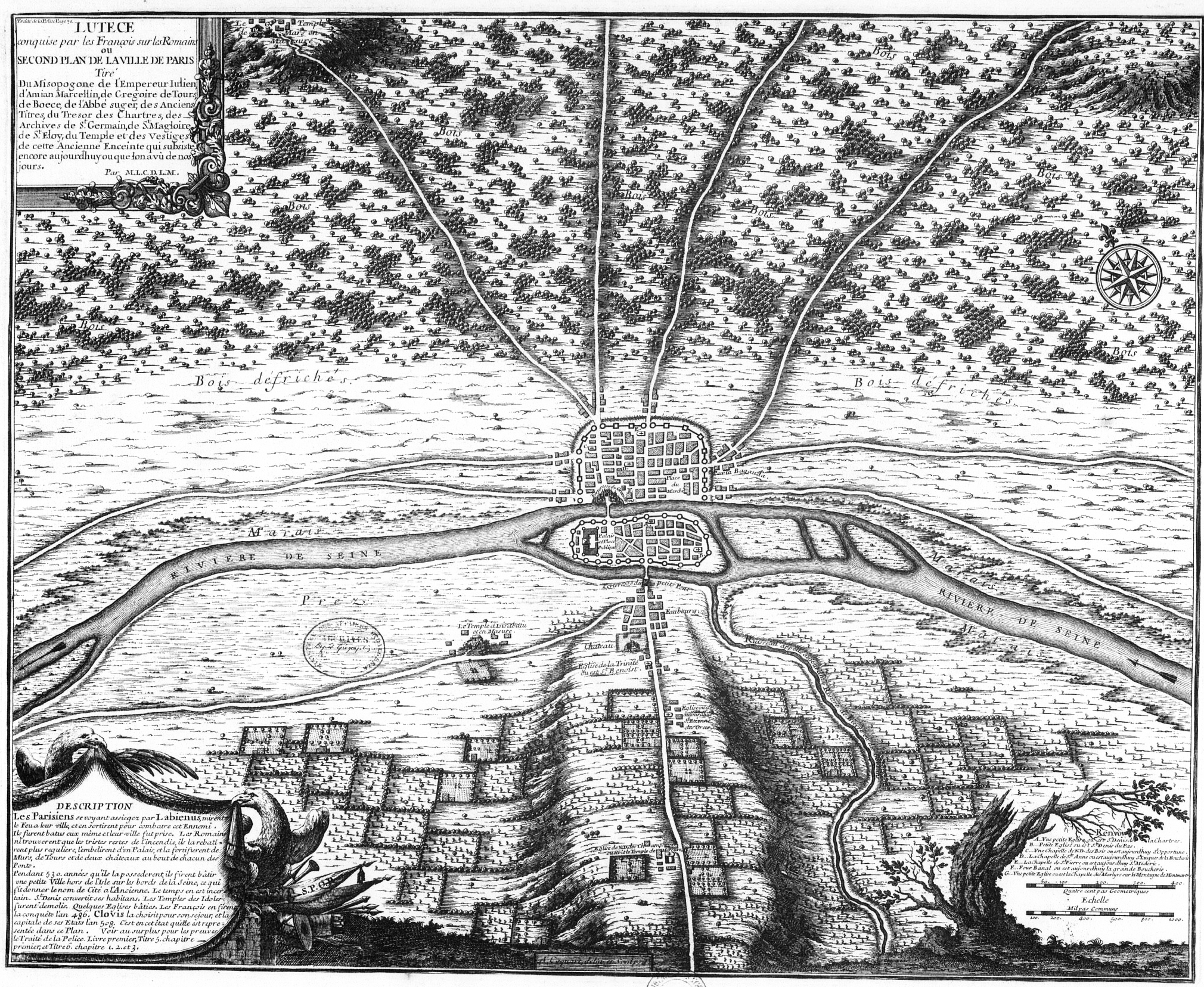
Plan de Lutèce conquise par les Francs sur les Romains par Jean-Baptiste Bourguignon d'Anville.

Il décide en 508 de faire de Paris, la ville de sainte Geneviève dont le couple royal fait remplacer l'édifice en bois qui lui est dédié par une église, sa résidence principale, après Tournai et Soissons. C'est la première accession au statut de capitale de l'ancienne Lutèce, qui porte désormais le nom de l'ancien peuple gaulois des Parisii.
Ses raisons sont sans doute principalement stratégiques, la cité ayant été une ville de garnison et une résidence impériale vers la fin de l'Empire, notamment pour les empereurs Julien et Valentinien Ier. Elle bénéficie en outre de défenses naturelles et d'une bonne situation géographique, Childéric Ier avait tenté de s'en emparer en l'assiégeant à deux reprises, sans succès. Sa localisation correspond à l'actuelle île de la Cité reliée aux rives de la Seine par un pont au nord et par un second pont au sud et protégée par un rempart. Un vaste et riche fisc (terre, forêt ou mine appartenant à la couronne) l'entoure. Elle n'a qu'une importance relative : le royaume franc n'a pas d'administration, ni d'ailleurs aucun des caractères qui fondent un État moderne. La ville de Lyon, ancienne « capitale des Gaules », perd définitivement sa suprématie politique dans l’isthme ouest-européen.

Agrandissements successifs du royaume de Clovis.

Sous le règne de Clovis, la ville ne connaît pas de changements majeurs : le patrimoine immobilier antique est conservé, parfois réaffecté. Seuls de nouveaux édifices religieux donnés par la famille royale et par l'aristocratie transforment quelque peu le paysage urbain, tel la basilique des Saints-Apôtres. C'est surtout après la mort de Clovis que les premiers de ces édifices voient le jour[réf. nécessaire].

#### Œuvre législative

##### Dans le domaine civil

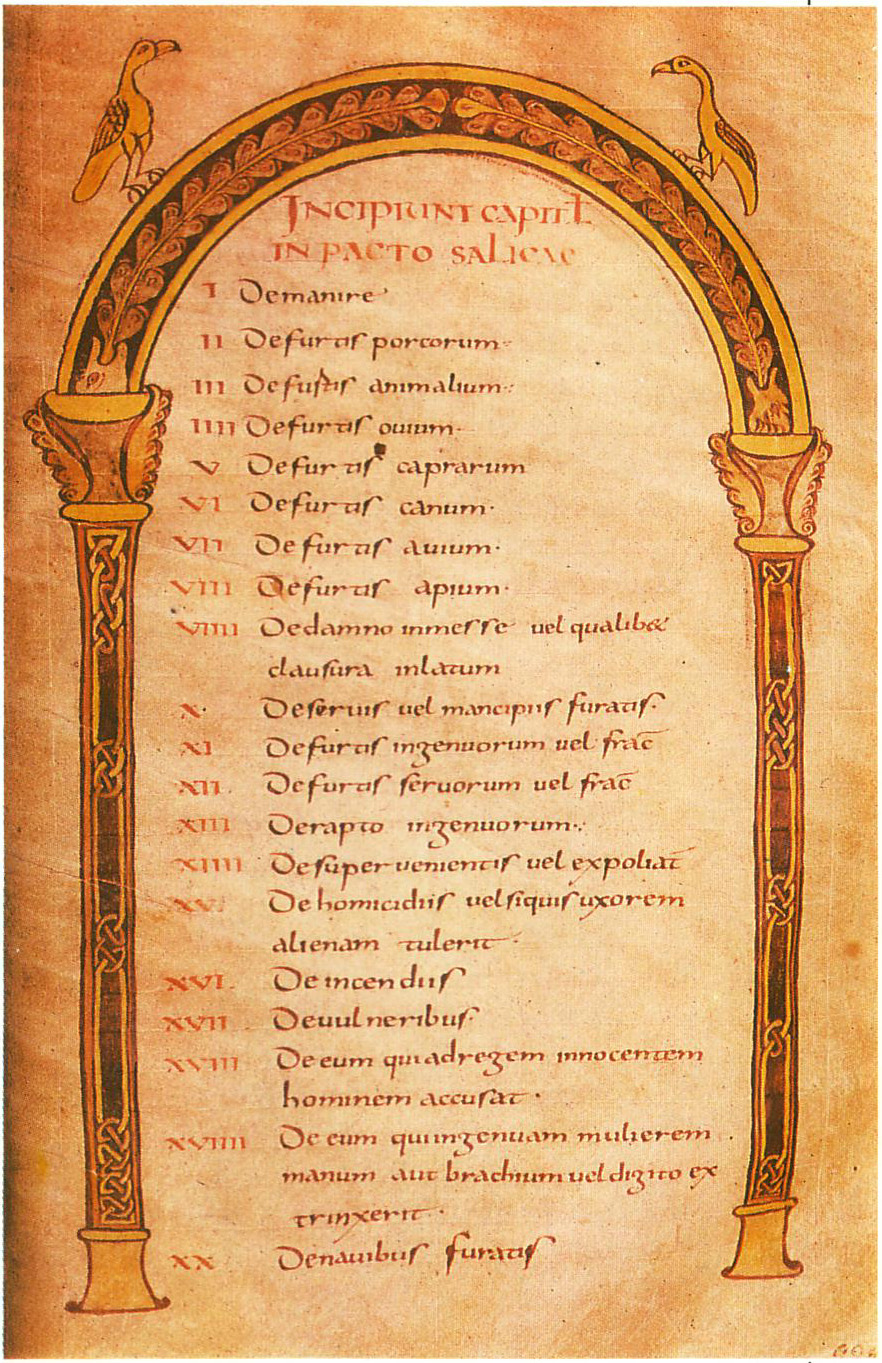
Copie manuscrite sur vélin du VIIIe siècle de la loi salique. Paris, Bibliothèque nationale de France.

Aux sujets gallo-romains, Clovis fait appliquer le Bréviaire d'Alaric, appelée Loi romaine des Wisigoths, adaptation wisigothique du Code théodosien. Les populations germaniques restent soumises aux codes spécifiques qui avaient été imposés par l'administration romaine aux contingents militaires et à leur famille dans l'Empire au Ve siècle. Ils restent en vigueur après 507. Après la conquête du royaume burgonde en 534, la référence, pour sa population, resta la Loi romaine des Burgonde (lex Burgundionum) ou Loi Gombette.
Il n'en va pas de même pour les Francs, peu perméables aux influences juridiques romaines. Selon certains historiens, la première loi salique était un code pénal et civil, propre aux Francs dits « saliens », adoptés, pour la première fois, vers 420. D'abord mémorisée et transmise oralement, elle fut mise par écrit dans les premières années du VIe siècle à la demande de Clovis, puis remaniée plusieurs fois par la suite, jusqu'à Charlemagne. Le pacte de la loi salique, daté d'après 507, s'applique aux seuls Francs installés entre Escaut et Loire. Sa promulgation coïncide peut-être avec l'installation du roi à Paris. Les Francs rhénans conservent leurs propres traditions, mises par écrit sous le règne de Dagobert dans les années 620. Périn écrivait le contraire, la loi salique s'appliquant à tous les Francs, même aux Francs rhénans dont la loi ripuaire est rédigée bien plus tard, faisant valoir ainsi leurs particularismes.
La première version de la loi (il y en eut au moins huit) portait le nom de pactus legis salicæ (pacte de la loi salique), et est composée de soixante-cinq articles. L'ancienneté supposée de cette version rédigée sous Clovis est contestée car, si son origine remonte bien au milieu du VIe siècle, elle n'est due qu'à un « premier roi franc » dont le nom n'est pas précisé. Le prologue mentionne quatre recteurs ayant pour mission de rendre équité et justice. Un prologue plus tardif précise qu'elle a été mise en forme sur ordre de Clovis et de ses fils. Les termes utilisés dans la version écrite et les principes appliqués relèvent autant de larges emprunts au droit romain que de la tradition germanique. Il s'agit de substituer le droit romain aux coutumes barbares afin d'éviter les guerres privées (faides) comme moyen de règlement des conflits. À la différence du droit romain, la loi salique se montre beaucoup plus clémente quant au traitement infligé aux criminels : diverses amendes régissent les crimes et délits, permettant ainsi d'éviter la peine de mort.

##### Dans le domaine du droit ecclésiastique

Participation des évêques au concile d'Orléans en 511.

En juillet 511, Clovis réunit un concile des Gaules à Orléans, qui prend fin le dimanche 10 juillet. Le concile rassemble trente-deux évêques, et est présidé par l'évêque métropolitain Cyprien de Bordeaux ; la moitié viennent du « royaume des Francs ». Les évêques métropolitains de Rouen et Tours sont présents mais pas celui de Reims. Les évêques de Vasconie sont absents à cause de troubles dans leur région, ainsi que ceux de Belgique et de Germanie du fait du manque de présence de l'Église catholique dans ces régions. Clovis est désigné « Rex Gloriosissimus fils de la Sainte Église catholique », par tous les évêques présents.
Ce concile fut capital dans l'établissement des relations entre le roi et l'Église catholique. Clovis ne se pose pas comme chef de l’Église comme le ferait un roi arien, il coopère avec celle-ci et n’intervient pas dans les décisions des évêques (même s'il les a convoqués, leur pose des questions et promulgue les canons du concile)[réf. nécessaire].
Ce concile vise à remettre de l’ordre dans l’épiscopat du royaume des Francs, à faciliter la conversion et l’assimilation des Francs convertis et des ariens, à limiter les incestes (brisant ainsi la tradition germanique matriarcale des clans familiaux endogames), à partager les tâches entre administration et Église, à restaurer les liens avec la papauté[réf. nécessaire].
Des trente-et-un canons produits par le concile, il ressort que le roi ou son représentant, c'est-à-dire le comte, se voient réserver le droit d'autoriser ou non l'accès d'un laïc à la cléricature, les esclaves devant d'abord s'en référer au maître. Il s'agit là d'endiguer les fuites fiscales que les vocations, motivées par l'immunité, provoquent chez les plus riches.
Le roi se voit attribuer le droit de désigner les évêques, contrairement au canon qui veut qu'ils soient élus par une assemblée de fidèles, confirmant ainsi les droits de magister militum que l'empereur accordait à ses ancêtres en tant que gouverneurs de la province de Belgique seconde. Les rois mérovingiens bénéficient de ce droit jusqu'à la promulgation de l'édit de Paris par Clotaire II, le 18 octobre 614 où les élections épiscopales redeviennent la règle. La chasteté des clercs et la subordination des abbés aux évêques sont rappelées. Les clercs hérétiques ayant reconnu la foi catholique peuvent retrouver une fonction et les établissements religieux repris aux ariens sont à nouveau consacrés dans la foi catholique.
Le droit d'asile est élargi à l'ensemble des bâtiments entourant les églises, s'alignant ainsi sur le Code théodosien, la loi gombette et le bréviaire d'Alaric. L'objectif était de permettre à un fugitif de trouver refuge dans les édifices sacrés, avec l'assurance de pouvoir y être logé convenablement, sans avoir à profaner les édifices. Le canon interdit au poursuivant de pénétrer dans l'enceinte du bâtiment, sans avoir préalablement prêté serment sur l'Évangile, et d'infliger de châtiment corporel au fugitif. Une indemnisation était prévue pour compenser le préjudice subi, s'il s'agissait d'un esclave en fuite, ou la possibilité pour le maître de le récupérer[réf. nécessaire].
En cas de parjure, il y a excommunication. Les terres royales accordées à l'Église se voient exemptées d'impôt afin d'y entretenir les clercs, les pauvres et les prisonniers. Plusieurs superstitions, tel que les « sorts des saints », coutume consistant à ouvrir au hasard les livres sacrés tel que la Bible et interpréter comme un oracle le texte apparaissant sous les yeux du lecteur, se voient condamnées une seconde fois, après le concile de Vannes de 465.
L’alliance de l’Église chrétienne et du pouvoir, qui a débuté avec le baptême du roi et qui perdure près de quatorze siècles, est un acte politique majeur qui se poursuit car les populations rurales, jusque-là païennes, de plus en plus christianisées, lui font davantage confiance[réf. nécessaire].

### Mort et inhumation

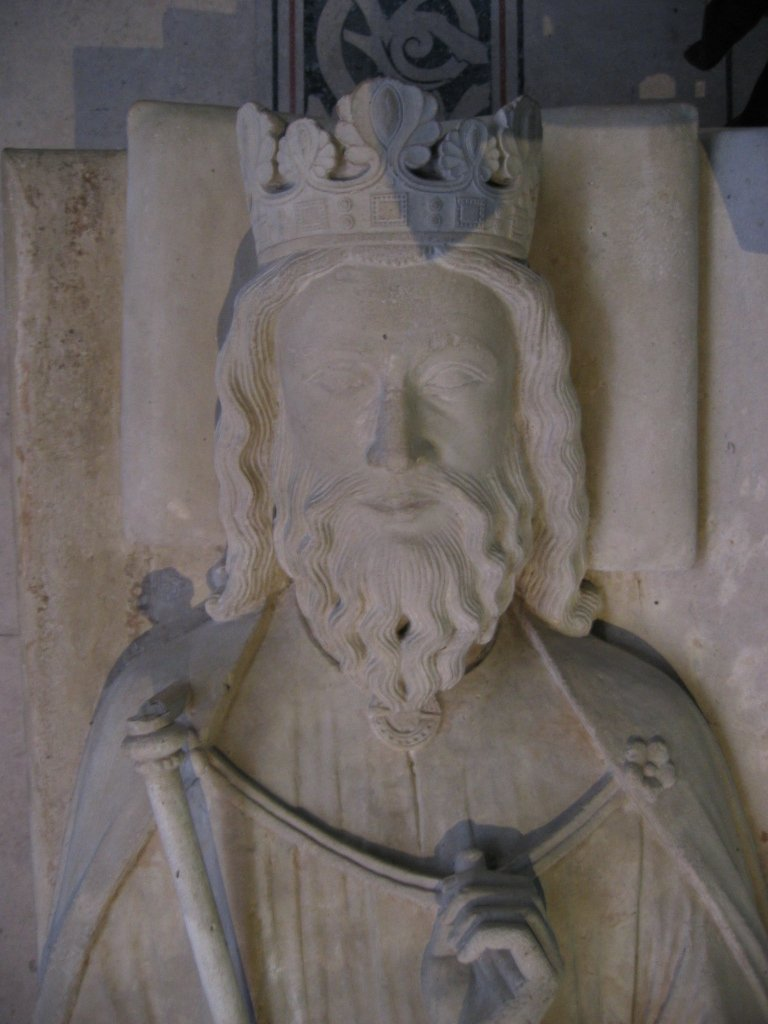
Gisant de Clovis Ier à Saint-Denis. Les traits et la couronne sont conformes aux représentations du XIIIe siècle.

#### Basilique des Saints-Apôtres
Clovis meurt à Paris le 27 novembre 511, âgé de 45 ans. Il serait mort d'une affection aiguë au bout de 3 semaines. Selon la tradition, il aurait été inhumé dans la basilique des Saints-Apôtres (saint Pierre et saint Paul), future église Sainte-Geneviève, qu'il avait faite construire au tombeau même de la sainte tutélaire de la cité, à l'emplacement de l'actuelle rue Clovis (rue qui sépare l'église Saint-Étienne-du-Mont du lycée Henri-IV).
Clovis fut inhumé, comme l'écrit Grégoire de Tours, dans le sacrarium de la basilique des Saints-Apôtres situé sous l'actuelle rue Clovis, c'est-à-dire dans un mausolée construit exprès à la manière de la sépulture qui avait accueilli l'empereur romain chrétien Constantin le Grand aux Saints-Apôtres à Constantinople, en annexe, sans doute greffé sur le chevet du monument. Les sarcophages royaux furent probablement posés sur le sol et non enfouis, selon l'usage qui s'imposa dès la génération des fils de Clovis. Malgré le souhait de Clovis, la basilique ne servit pas de mausolée à la dynastie mérovingienne. Nul ne sait ce qu'il advint des tombes du couple royal ainsi que de celles de leur fille Clotilde et de leurs petits fils Thibaud et Gonthier, assassinés à la mort de Clodomir. Comme l'illustre l'exemple des tombes princières de la cathédrale de Cologne, il est possible que les sarcophages aient été enfouis dans le sous-sol au moment où un agrandissement nécessitait son arasement ; si ces travaux n'eurent pas lieu avant la seconde moitié du IXe siècle, il est possible que les tombeaux aient été pillés ou détruits à l'occasion des invasions normandes (845, 850 et 885).
L'église ne fut pas détruite ; elle bénéficia à chaque fois de quelques réparations. Les châsses de Clovis et de Sainte Clotilde, sa veuve, furent évacuées en lieu sûr, puis replacées après les attaques. Le sort des reliques est connu, au contraire de celui du tombeau de Clovis durant ces attaques normandes[réf. nécessaire].

#### Gisant de Clovis

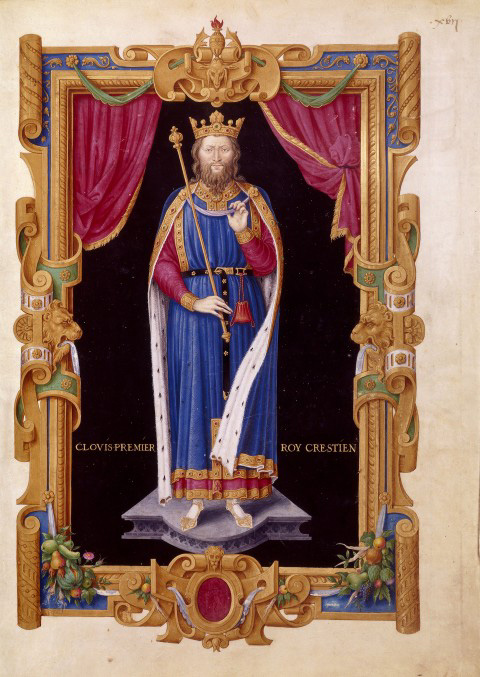
« Clovis Ier roy crestien », Recueil des rois de France de Jean du Tillet, vers 1550. Miniature réalisée d'après le gisant de l'église Sainte-Geneviève.

En 1177, se trouvait un tombeau au milieu du chœur sur lequel on lisait cette inscription : 
« chlodoveo magno, hujus ecclesiæ fundatori sepulcrum vulgari olim lapide structum et longo ævo deformatum, abbas et convent. meliori opere et form renovaverunt »
« Le tombeau de Clovis le Grand, fondateur de cette église, était autrefois construit en pierre commune et déformé par le long âge, L'abbé et le couvent l'ont amélioré et restauré. »
 Un gisant du XIIIe siècle fut installé à l'emplacement du tombeau[réf. nécessaire].
Ce tombeau, composé d’un socle et d’un gisant, fut restauré en 1628 par les soins du cardinal-abbé de La Rochefoucauld qui le fit placer dans la chapelle axiale rectangulaire, au fond de l’église, dans un monumental ensemble baroque en marbre. C’est ce gisant qui fut transféré en 1816 à l'église abbatiale de Saint-Denis[réf. nécessaire].

#### Fouilles de 1807
En 1807, au moment de la démolition de l'église Sainte-Geneviève, des fouilles furent entreprises par le préfet Frochot et menées par l’administration des Domaines sous la direction des architectes Rondelet et Bourla, assistés par Alexandre Lenoir. Malgré des identifications hâtives et arbitraires, la fouille de la crypte du XIe siècle n’aboutit à aucune découverte significative. Aucun vestige ne remontait à l’époque mérovingienne. En revanche, la fouille de la nef permit la découverte de 32 sarcophages trapézoïdaux tous orientés. C’est en raison de la qualité de l’ornementation, et parce que c’était le but des fouilles et que l’emplacement correspondait au gisant du XIIIe siècle avant le transfert de 1628, que le rapport remis à l’empereur Napoléon Ier conclut à la découverte probable des sarcophages de Clovis et de sa famille.
Alexandre Lenoir reconnut qu’aucune inscription ne l’attestait. L'archéologue Michel Fleury notait que la facture de ces tombeaux est plutôt à placer dans le dernier quart du VIe siècle. Ce ne devait donc pas être la sépulture de Clovis et des siens. Il devait plutôt s’agir de sépultures mérovingiennes aristocratiques placées ad sanctos, non loin de l’emplacement le plus probable du tombeau de sainte Geneviève entre les VIe et XIIe siècles. Ces sarcophages ne semblaient pas, toujours selon Michel Fleury, avoir été déplacés lors de la reconstruction du XIe siècle mais devaient plutôt être à leur emplacement d’origine[réf. nécessaire].
Seize des trente-deux sarcophages furent envoyés au musée des Monuments français en 1808. Ils furent perdus en 1817 lors de la dissolution du musée. De ces fouilles ne nous sont donc parvenus que quelques rares éléments et rien ne permet d'affirmer avec certitude que les tombes découvertes étaient celles de Clovis et des siens[réf. nécessaire].
L'idée de relancer les fouilles avec des moyens modernes est défendue par exemple par l'historien Patrick Perrin. Il n'est pas exclu que de nouvelles fouilles à l'emplacement de la basilique disparue, le long de l'actuelle rue Clovis, entre l'église Saint-Étienne-du-Mont et le lycée Henri IV, puissent apporter des informations plus précises sur le sacrarium aménagé en 511.

### Succession

#### Descendants
De sa première épouse, une princesse franque rhénane, Clovis eut Thierry Ier (v. 485-534), roi de Reims de 511 à 534 et co-roi d'Orléans[réf. nécessaire].
Avec Clotilde, il eut [réf. nécessaire]:
- Ingomer ou Ingomir, (v. 493, mort en 494 ou en 495 dans sa robe de baptême)[Note 18] ;
- Clodomir (v. 495-524), roi d'Orléans de 511 à 524, il épouse Gondioque de Burgondie ;
- Childebert Ier (v. 497-558), roi de Paris de 511 à 558, épouse Ultrogothe d'Ostrogothie ;
- Clotaire Ier (v. 498-561), roi de Soissons en 511, de Reims en 555 et de tous les Francs en 558 ;
- Clotilde (morte en 531), épouse en 517 Amalaric, roi des Wisigoths.

#### Partage du royaume

La Gaule en 511, après le partage du royaume des Francs entre les fils de Clovis.

##### Loi salique et éléments de continuité de la romanité
Selon Grégoire de Tours, le partage a lieu en présence des grands du Royaume, de Thierry, qui est déjà majeur, et de la reine Clotilde. Il est établi selon le droit privé que Clovis avait fait inscrire dans la loi salique en 511. On observe donc avant tout le partage du patrimoine d'un roi, propriétaire de son royaume, entre ses héritiers. On peut, à la lumière de cette remarque, comprendre que la royauté des Francs ignore la notion de « biens publics » (la res publica des Romains) et donc d'État. La disparition de l'État, en effet, semble consommée à travers le partage du royaume de Clovis[réf. nécessaire].
Cette pratique est très différente des partages également pratiqués par les derniers empereurs romains : légalement, l'Empire restait un, le partage avait lieu pour des raisons pratiques, les successeurs étaient choisis parfois en fonction de leurs mérites. Même quand il s'agissait des fils de l'empereur, l'Empire n'était pas découpé en autant de parts qu'il y avait de fils, et jamais l'empire n'a été séparé de la notion d'État par les Romains[réf. nécessaire].
Le caractère patrimonial du partage est particulièrement marquant par le morcellement des conquêtes situées au sud de la Loire. Chacun, pour visiter ses domaines du midi, est contraint de traverser les terres d'un ou de plusieurs de ses frères[réf. nécessaire].
Mais au-delà de la tradition franque, les choses sont un peu plus complexes, comme l’indique Ian Wood : Clotilde ne souhaite sans doute pas laisser Thierry exercer seul le pouvoir au détriment de ses fils, Clodomir, Childeber et Clothaire, mais, surtout, l'association des fils au pouvoir de leur père est déjà une pratique répandue dans l'Empire au IVe siècle ; ce partage, comme les suivants, n'a jamais mis fin à l'unité du regnum. En somme, les éléments de continuité avec l'Empire romain apparaissent bien présents.

##### Attribution des territoires
À la mort de Clovis, ses fils Thierry, Clodomir, Childebert et Clotaire se partagent, conformément à la tradition franque, le royaume qu'il avait mis une vie à réunir.
L'essentiel de la Gaule (sauf la Provence, la Septimanie et le royaume des Burgondes) ayant été soumis, le royaume est partagé en quatre parts à peu près équivalentes et est fondé sur les ressorts administratifs romains, les anciennes civitates, devenues pour la plupart des évêchés. L'Aquitaine est partagée entre les quatre regna en raison des troubles et des révoltes. La région rhénane (anciennement tenue par Sigebert le boiteux) va à Thierry, l'aîné des fils de Clovis, qui a été compagnon des combats de son père et est né d'une première union avant 493, ainsi que la Champagne. C’est la plus grande part, puisqu'elle couvre environ un tiers de la Gaule franque. Clodomir reçoit la vallée de la Loire, Childebert la future Normandie et Clotaire le nord de la Gaule. Tous les quatre installent leurs capitales respectives à peu de distance les unes des autres, ce qui contribue à maintenir l'unité du royaume : Thierry à Reims, Clodomir à Orléans, Childebert à Paris et Clotaire à Soissons[réf. nécessaire].
À partir de ce moment, « on voit apparaître un contraste frappant entre de fortes tendances à la dispersion et la force immanente d'une unité d'ordre supérieur : l'idée d'un royaume des Francs unifié restait ancrée dans les esprits »[réf. nécessaire]. La nation franque ne retourne plus à l'état de tribus, et, du moins, n'est plus fractionnée entre Saliens et Ripuaires.

## Aspects généraux du règne

### Relations avec l'Église

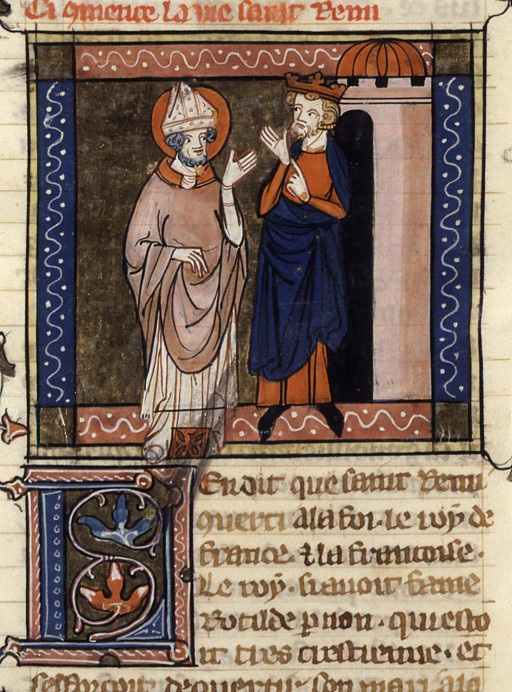
Saint Remy et Clovis Ier. Jacobus de Voragine, Legenda aurea, XIVe siècle.

La générosité étant la première vertu du roi germanique, elle se traduit par le don aux églises de ressources royales. Terres et trésors sont systématiquement dilapidés pour montrer sa générosité à ses fidèles. L'expansion territoriale permet de perpétuer les donations. Le concile d'Orléans est l'occasion d'en assurer les diocèses.
Plusieurs vies de saint attribuent au roi l'édification de divers lieux de culte. Ainsi, dans la vie de saint Germier, évêque de Toulouse, ce dernier est invité à la table du roi ; Germier réputé pour ses vertus, attire la curiosité. Il fait l'objet d'admiration et se voit accorder des terres à Ox ainsi que des trésors en or et en argent.
De même à Auch, l'évêque métropolitain Perpet va à la rencontre de Clovis lorsque celui-ci est en approche de la ville pour lui donner le pain et le vin. En récompense, le roi lui offre la cité, avec ses faubourgs et églises, ainsi que sa tunique et son manteau de guerre à l'église Sainte-Marie. Il se voit en outre offrir un trésor en or et l'église royale de Saint-Pierre-de-Vic.
Clovis se rend à Tournai pour rencontrer Éleuthère, qui devine un péché du roi survenu après son baptême. Clovis nie les faits et demande que l'évêque prie pour lui. Le lendemain, l'évêque reçoit une illumination lui communiquant la faute de Clovis, qui est alors pardonné. Éleuthère se voit alors remettre un don pour son église.
Clovis est guéri miraculeusement d'une maladie par Séverin, abbé de Saint-Maurice en Valais. En remerciement, le roi lui offre de l'argent à distribuer aux pauvres et la libération des détenus. De là viendrait l'édification de l'église Saint-Séverin de Paris.
Hincmar de Reims écrit, vers 880 dans sa vita Remigii, que Clovis a accordé à l'évêque Remi plusieurs dons de domaines territoriaux répartis dans plusieurs provinces dont un terrain incluant Leuilly et Coucy, par l'intermédiaire d'une charte. Leuilly a été attribué à Ricuin en 843, partisan du roi Charles le Chauve. En 845, pour forcer Ricuin à restituer Leuilly au patrimoine de Reims, un faux testament de l'évêque Remi est présenté au roi Charles le Chauve.

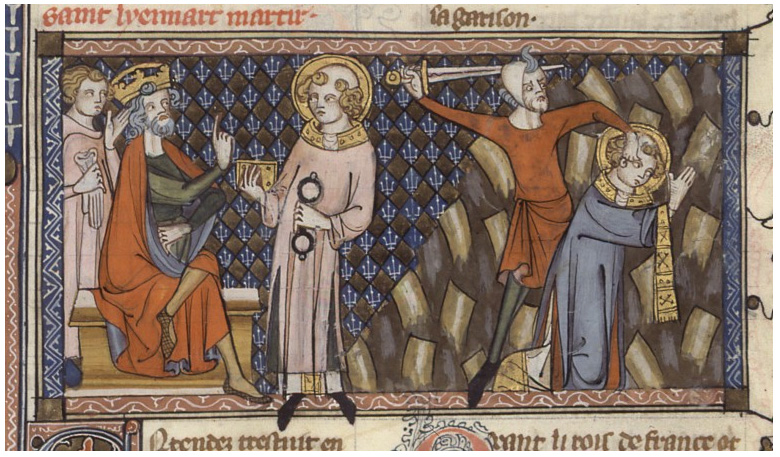
Saint Léonard devant Clovis Ier. Jacobus de Voragine, Legenda aurea, XIVe siècle.

Au XIe siècle, l'hagiographie de Léonard de Noblac prétend que Clovis parraine ce dernier lors de son baptême et qu'il se voit accorder la libération de prisonnier qu'il visite ainsi que le don d'un évêché. Léonard quitte le roi pour se rendre dans la forêt de Pauvain en Limousin. Clovis lui accorde alors, par un acte officiel, un domaine dans la forêt où fut fondée l'église de Saint-Léonard-de-Noblat.
Tous ses dons légués aux saints sont tout aussi hypothétiques qu'invérifiables dans la mesure où, à l'époque où la vie est rédigée, plus aucun témoin ne peut contredire les écrits du clergé qui a peut-être inventé des preuves en créant et en attribuant au roi Clovis de faux diplômes ou de fausses chartes à l'attention de communautés religieuses.

### Considérations sur le pouvoir
Si Clovis meurt dans son lit à Paris le 27 novembre 511, il a, avant puis pendant son règne, tué de sa main, soit dans des combats, soit hors des combats ou par des intrigues, plusieurs rois ou fils de rois, parmi ceux-ci citons[source insuffisante] :
- Chilpéric II de Burgondie, prince burgonde, frère de Gondégisile et Gondebaud, père de Clotilde, l'épouse de Clovis, égorgé par Gondebaud en 486 qui noya sa femme en lui attachant une pierre au cou, décapita ses deux garçons et condamna ses deux filles à l'exil, par suite d'intrigues avec Clovis ;
- Syagrius, dux romanum de Soissons en concurrence avec Childéric Ier, est égorgé en secret en 486, sur ordre de Clovis ;
- Ragnacaire, roi de Cambrai, et son frère Riquier, en 489, tués d'un coup de hache par Clovis ;
- Renomer, roi du Mans, tué sur ordre de Clovis en 489-490 ;
- Cararic, roi des Morins, et son fils, exécutés en 491 sur ordre de Clovis ;
- Gondégisile, roi de Bourgogne, égorgé en 500 par Gondebaud, son frère, roi des Burgondes par suite d'intrigues avec Clovis ;
- Godomar II, frère de Gondégisile, Chilpéric II de Burgondie et Gondebaud, qui aurait été tué lors du siège de Vienne en 501 ;
- Alaric II, roi des Wisigoths, tué en combat singulier par Clovis, à la bataille de Vouillé en 507 ;
- Sigebert le Boiteux, roi des Francs de Cologne, tué volontairement, en 507, par son fils Clodéric lors d'une chasse en forêt de Buconia, par suite d'intrigues avec Clovis ;
- Clodéric le fils meurtrier de Sigebert le Boiteux, tué également en 507, durant les troubles qui ont suivi la mort de son père, sur ordre de Clovis.

## Représentations de Clovis dans l'histoire et l'art

### Légendes autour de Clovis

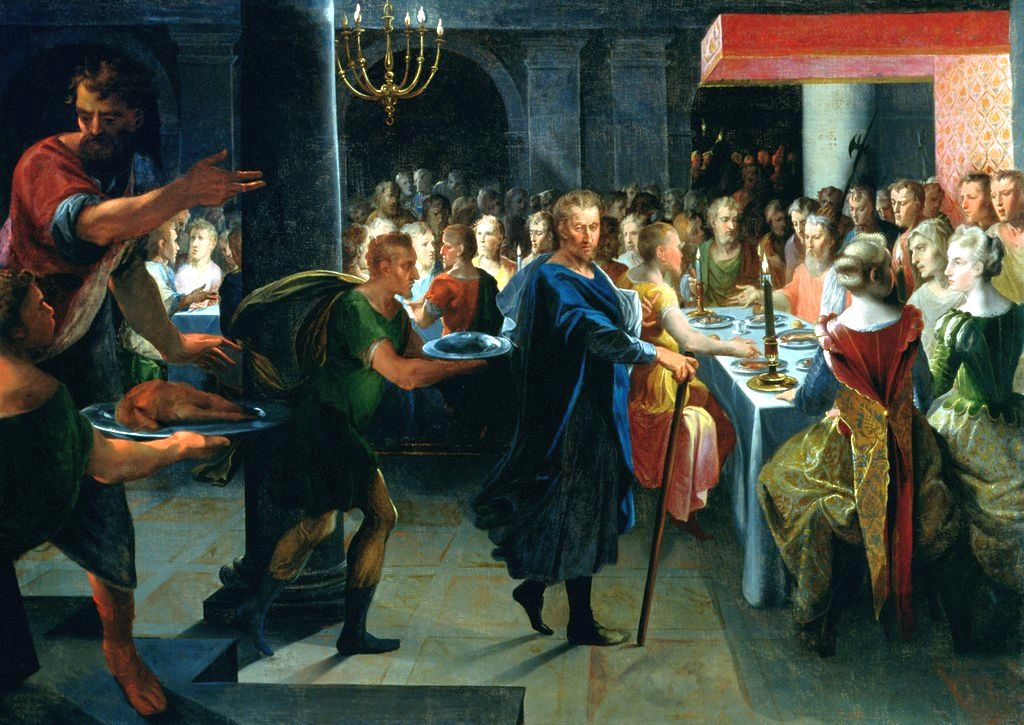
Dicé offrant un banquet à Francus, en présence de Hyante et de Climène, œuvre de Toussaint Dubreuil exposée au musée du Louvre.

La légende de l'origine troyenne des Francs fait descendre Clovis du roi troyen Priam par l’intermédiaire de Pharamond († 428), chef plus ou moins mythique[réf. nécessaire].
Une autre légende, colportée par l'archevêque Hincmar de Reims (845-882) dans sa Vita Remigii, qui mélange le récit de Grégoire de Tours et une ancienne hagiographie de Remi, aujourd'hui disparue, assure que lors de son baptême, c'est le Saint-Esprit qui, ayant pris la forme d'une colombe, apporte le saint chrême, une huile miraculeuse contenue dans une ampoule.
Alors qu'il préside la cérémonie du couronnement et du sacre de Charles II le Chauve en tant que roi de Lotharingie, le 9 septembre 869, Hincmar invente le sacre de Clovis en déclarant que Charles descend du « glorieux roi des Francs Clovis, baptisé la veille de la sainte Pâques dans la cathédrale de Reims, et oint et consacré comme roi à l'aide d'un chrême venu du ciel, que nous possédons encore ». Le premier roi franc sacré est Pépin le Bref au VIIIe siècle mais cette assimilation d'un sacre au baptême laisse accroire que Clovis aurait créé une alliance entre la monarchie et l'Église représentant métaphoriquement la « naissance de la France ».

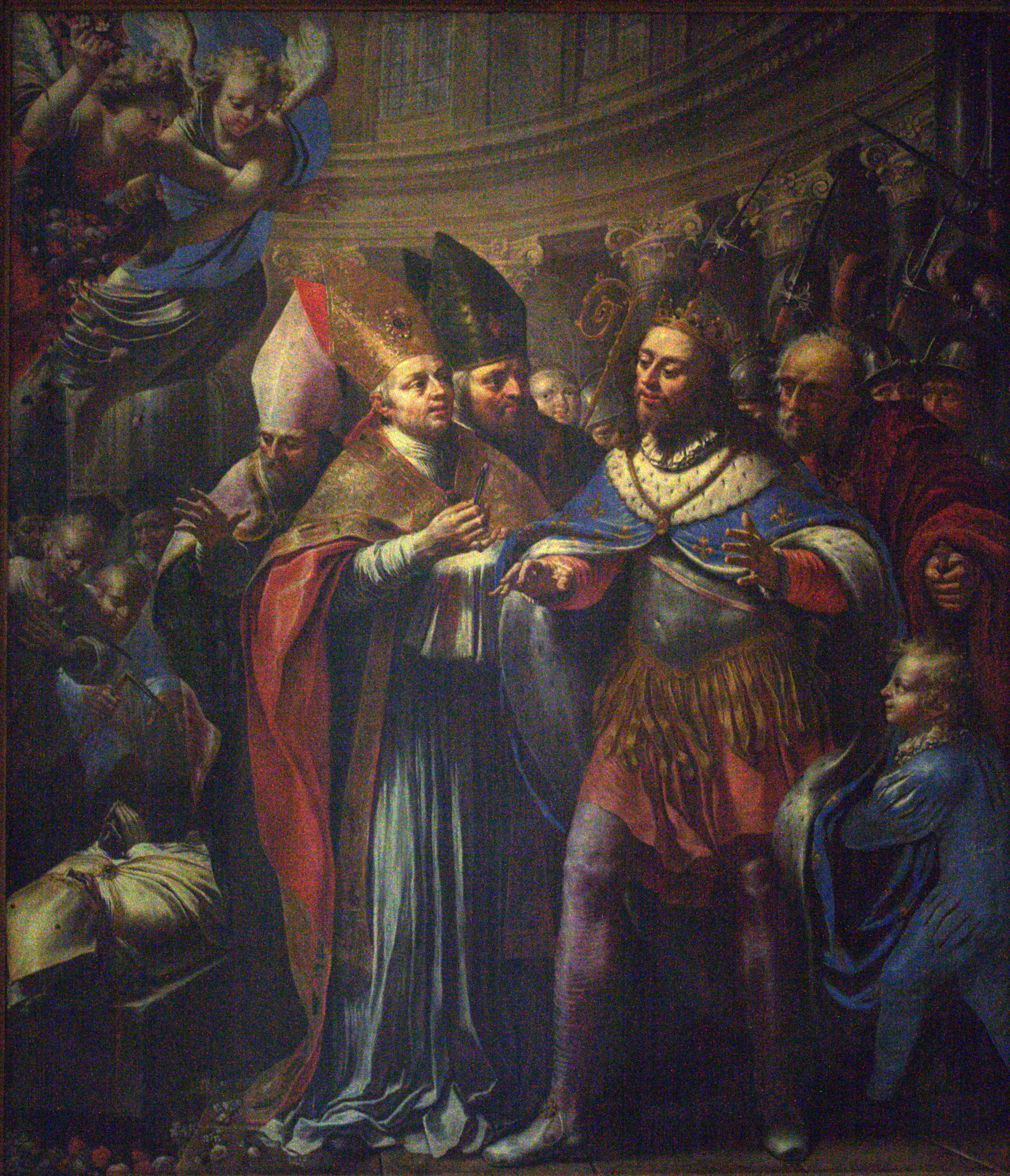
La Légende de saint Rieul, œuvre de Mathieu Fredeau, cathédrale Notre-Dame de Senlis.

Le pouvoir thaumaturgique attribué aux rois de France de guérir les malades, en particulier ceux souffrant d'écrouelles, à partir de Robert le Pieux, voit son origine remonter à Clovis, premier roi chrétien. En 1579, une publication d'Étienne Forcadel affirme qu'un écuyer de Clovis nommé Lanicet a fui la cour du roi pour cacher sa maladie. Clovis rêve alors qu'il touche son écuyer, provoquant ainsi sa guérison. Le lendemain, Clovis retrouve son écuyer et s'exécute : la guérison a lieu.
Une légende raconte que Clovis et ses descendants auraient eu les dents qui cassaient en prenant une forme étoilée. Le tableau La légende de Saint Rieul, peint en 1645 par Fredeau, exposé à la cathédrale Notre-Dame de Senlis, laisse apercevoir une autre légende. Après que Clovis a fait construire une église consacrée à saint Rieul, l’évêque Levangius lui aurait remis une dent prise dans la bouche de ce dernier. Le roi franc n’aurait pas pu la conserver et aurait été contraint de la remettre dans la sépulture du saint homme[réf. nécessaire].

#### Héraldique

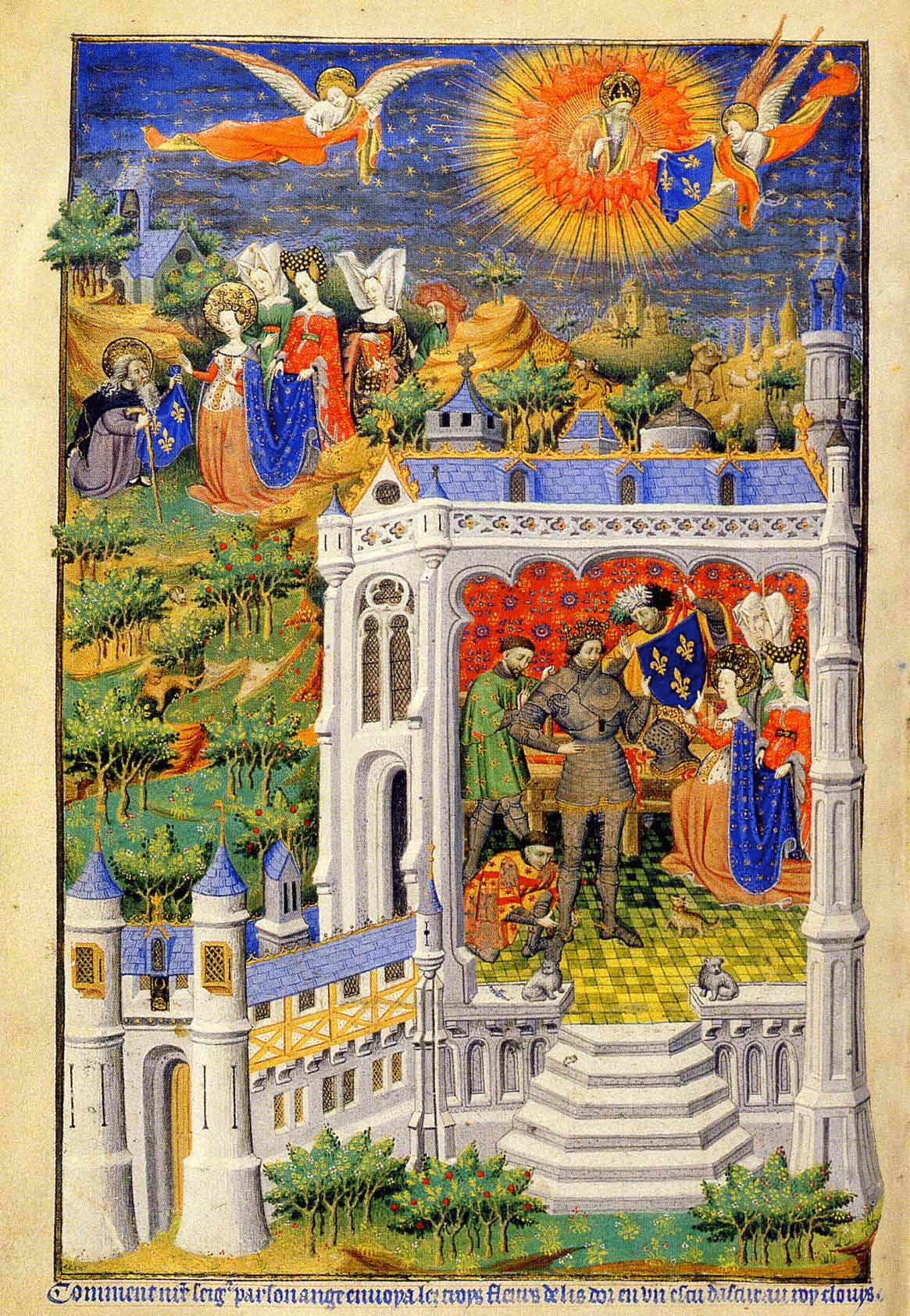
Clovis recevant la fleur de lys, Heures de Bedford, XVe siècle.

La vie de Clovis est antérieure à l'apparition de l'héraldique, mais sa notoriété lui a valu l'attribution d'armes qui, du fait de l'anachronisme, relèvent des armoiries imaginaires[réf. nécessaire].
Une légende apparue à la fin du XIIIe siècle et qui perdure pendant plusieurs siècles racontait que les armes de Clovis montraient trois crapauds avant sa conversion au christianisme, et qu'il porta ensuite la célèbre « fleur de lys d'or sur champ d'azur » des rois de France. L'histoire est anachronique, le règne de Clovis se déroulant six siècles avant l'apparition des premiers blasons. La portée en est cependant symbolique, les crapauds représentant le paganisme original de Clovis avant sa conversion.
Poursuivant cette légende, l'auteur de l'Armorial de la Table Ronde (vers 1490) invente pour le chevalier gaulois Pharamon, issus de la légende arthurienne, qu'il porte les couleurs : « de sable, à trois crapauds d'or ». Pharamond, ancêtre des Mérovingiens (et donc de Clovis) est probablement imaginaire. Il est logique qu'il arbore les mêmes armes que son descendant direct.

Blason de Pharamon, selon l'Armorial de la Table Ronde (vers 1490).
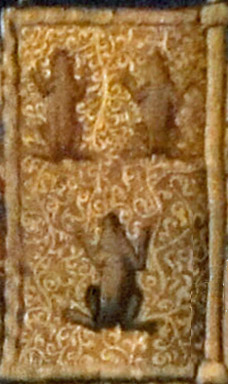
Blason de Clovis lors de la « Guerre contre Gondebaud » (Histoire du fort roy Clovis, tapisseries du XVe siècle, Palais du Tau).
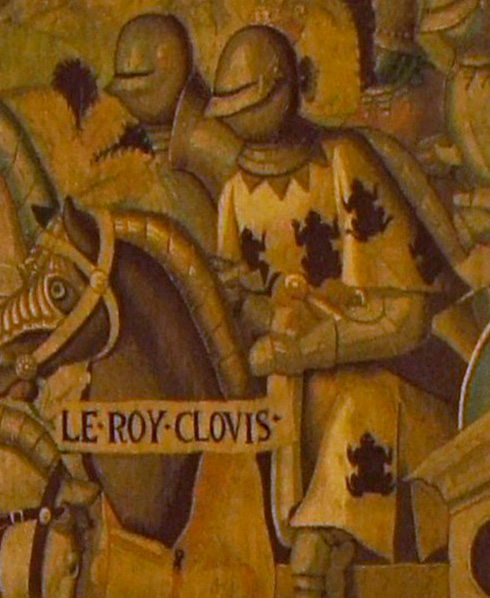
Clovis portant un vêtement orné de crapauds (Tapisseries de la Vie de Saint-Rémi, XVIe siècle, musée Saint-Remi de Reims).
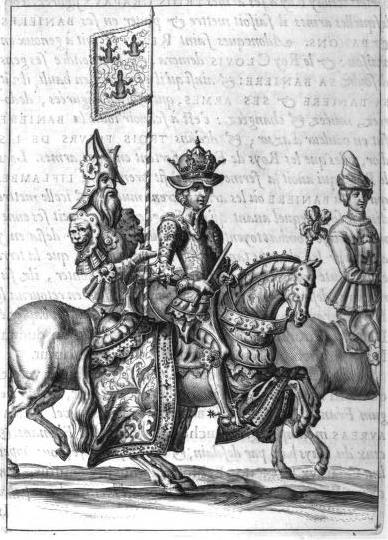
Clovis tenant sa bannière dans une gravure anglaise (Jacob van Werden (en), Lilium Francicum, 1658).

L'armorial français montre Clovis arborant des fleurs de lys, symbole de pureté virginale représenté par la Vierge Marie, au XIVe siècle, mais dont l'origine pourrait remonter au XIIe siècle. Un ange aurait remis à un ermite de la forêt de Marly vivant aux environs d'une tour nommé Montjoie, un bouclier où figurent trois fleurs de lys, en référence à la sainte Trinité. L'ermite l'aurait remis à Clotilde pour que celle-ci le donne au roi afin qu'il s'en serve durant la bataille de Tolbiac à la place de ses armes ornées de trois crapauds, l'ange ayant assuré à l'ermite que le bouclier assure la victoire. Lorsque Clovis se bat contre son ennemi et le tue près de la tour Montjoie, celui-ci confesse la Trinité et fonde l'abbaye de Joyenval qui accueille alors le bouclier comme relique.

Armoiries attribuées aux Mérovingiens avant le baptême de Clovis.
Armoiries attribuées à Clovis après son baptême.
Armoiries attribuées à Clovis après son baptême, issues des trois crapauds de son précédent blason.

### Commémorations
En 1715, Antonio Caldara compose un Oratorio La Conversion de Clovis, roi de France[réf. nécessaire].
1896, Charles Gounod, Messe de Clovis pour basse solo, chœur mixte à quatre voix, deux orgues, trompettes et trombones. Œuvre composée pour le XIVe centenaire du baptême de Clovis à Reims[réf. nécessaire].
En 1896, des célébrations ont été organisées par le cardinal et archevêque de Reims Benoît Langénieux pour le 14e centenaire du baptême de Clovis. En 1996-1997, le 15e centenaire du baptême de Clovis (avec le 16e centenaire de la mort de Martin de Tours) a été commémoré sous l'égide d'un Comité pour la commémoration des origines[réf. nécessaire].

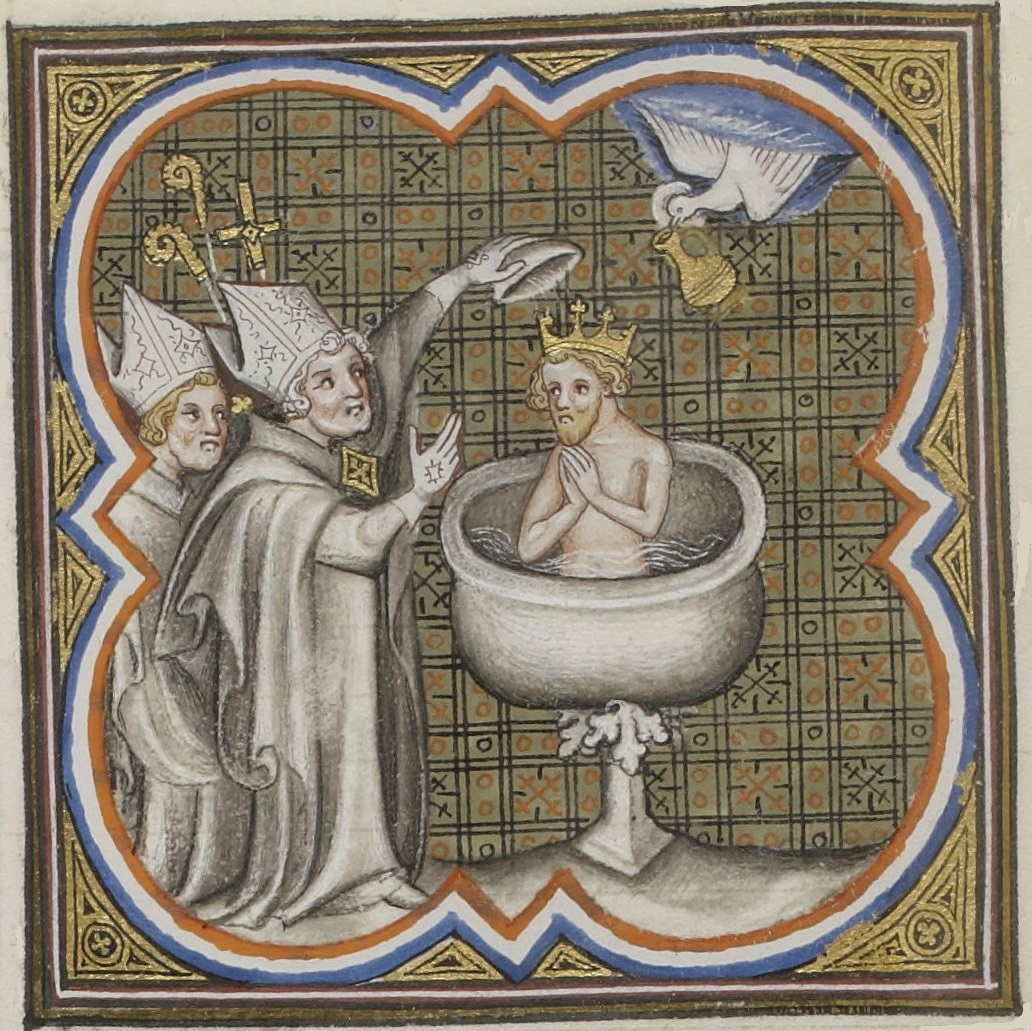
Le baptême de Clovis représenté dans une enluminure des Grandes Chroniques de France de Charles V, vers 1370-1379.
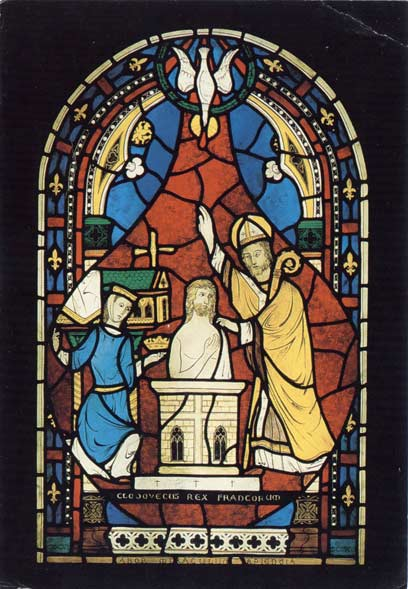
Vitrail médiéval français représentant le baptême de Clovis.
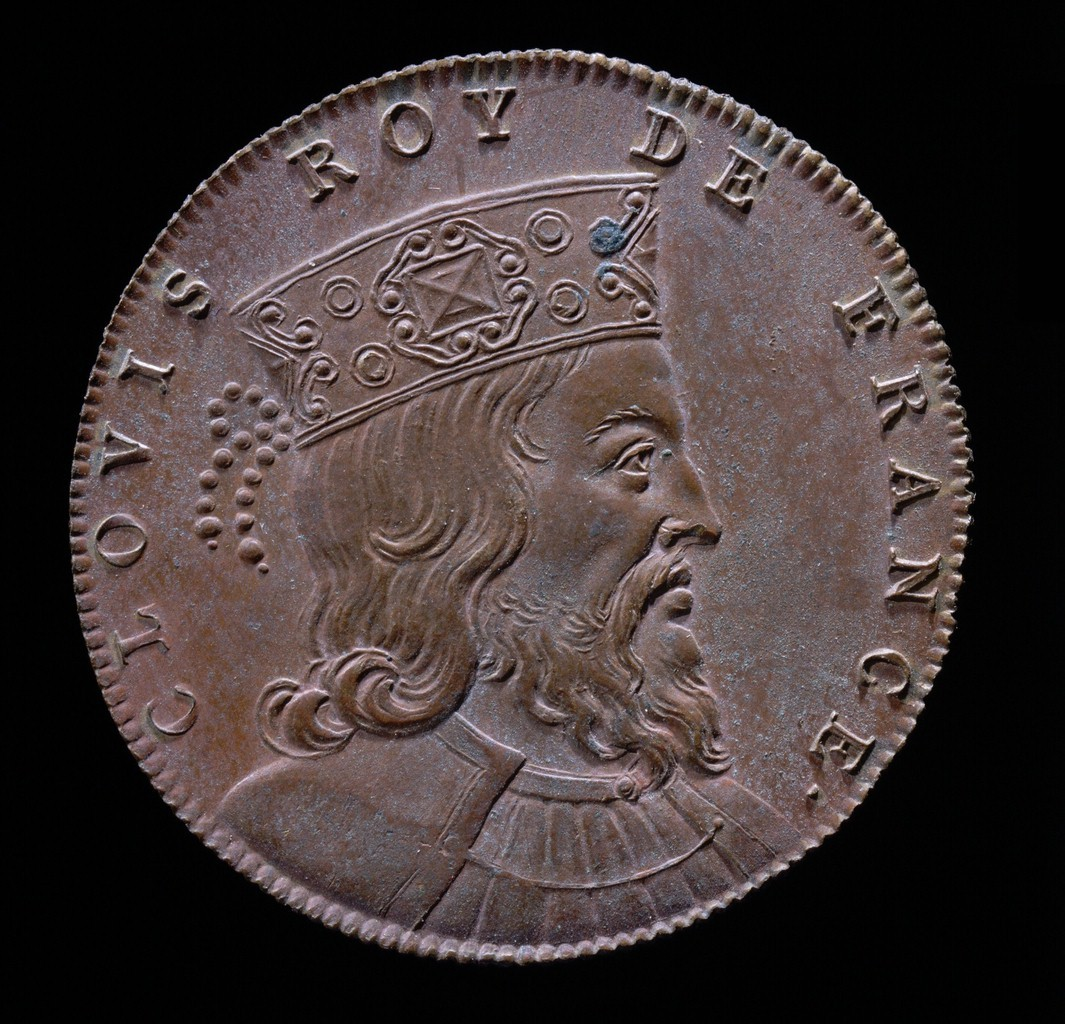
Vue d'artiste de Clovis, sur une médaille moderne, Paris, BnF, vers 1720.